# Liste des chefs de l'exécutif par État en 2011
La liste des chefs de l'exécutif par État en 2011 s'appuie sur la liste des pays du monde et sur la liste des dirigeants des États, telles qu'elles étaient connues du 1er janvier au 31 décembre 2011. La liste principale comptait alors 192 pays internationalement reconnus par l'ONU, plus le Vatican. Des listes additionnelles concernent : les États partiellement reconnus par la communauté internationale, les territoires indépendants de fait, les territoires autonomes ou à administration spéciale et les gouvernements alternatifs ou en exil.
Les chefs de l'exécutif des États exerçant une pleine souveraineté sont principalement les chefs d'État et les chefs de gouvernement :
- Un chef d'État est une personne physique, parfois une personne morale, qui représente symboliquement la continuité et la légitimité de l'État. Diverses fonctions lui sont traditionnellement rattachées : représentation extérieure, promulgation des lois, nomination aux hautes fonctions publiques. Selon le pays, il peut être le plus éminent détenteur du pouvoir exécutif effectif, ou au contraire personnifier le pouvoir suprême exercé en son nom par d'autres personnalités politiques.
- Un chef de gouvernement est une personne physique qui possède le premier ou second rôle de l'exécutif (selon le type de régime politique) et se trouve à la tête du gouvernement c'est-à-dire de l'ensemble des ministres ou secrétaires d'État chargés de responsabilités exécutives.

Dans le cas de territoires autonomes et autres collectivités non souveraines c'est-à-dire dépendant d'un État suzerain, les titres de chef de l'exécutif local sont divers : préfet, bailli, gouverneur, président, etc.
- Haut – A
- B
- C
- D
- E
- F
- G
- H
- I
- J
- K
- L
- M
- N
- O
- P
- Q
- R
- S
- T
- U
- V
- W
- X
- Y
- Z

## A
| Pays                                 | Fonction                                     | Nom                                 | Depuis le         |
| ------------------------------------ | -------------------------------------------- | ----------------------------------- | ----------------- |
| République islamique d'Afghanistan   | Président de la République                   | Hamid Karzai                        | 22 décembre 2001  |
| République islamique d'Afghanistan   | Premier vice-président de la République      | Mohammed Fahim                      | 19 novembre 2009  |
| République islamique d'Afghanistan   | Second vice-président de la République       | Karim Khalili                       | 7 décembre 2004   |
| Afrique du Sud                       | Président de la République                   | Jacob Zuma                          | 9 mai 2009        |
| Afrique du Sud                       | Vice-président de la République              | Kgalema Motlanthe                   | 9 mai 2009        |
| Albanie                              | Président de la République                   | Bamir Topi                          | 24 juillet 2007   |
| Albanie                              | Premier ministre                             | Sali Berisha                        | 11 septembre 2005 |
| Algérie                              | Président de la République                   | Abdelaziz Bouteflika                | 27 avril 1999     |
| Algérie                              | Premier ministre                             | Ahmed Ouyahia                       | 23 juin 2008      |
| Allemagne                            | Président fédéral                            | Christian Wulff                     | 30 juin 2010      |
| Allemagne                            | Chancelière fédérale                         | Angela Merkel                       | 22 novembre 2005  |
| Andorre                              | Coprince français                            | Nicolas Sarkozy                     | 16 mai 2007       |
| Andorre                              | Coprince épiscopal                           | Joan-Enric Vives i Sicília          | 12 mai 2003       |
| Andorre                              | Représentant personnel du coprince français  | Christian Frémont                   | 28 juillet 2008   |
| Andorre                              | Représentant personnel du coprince épiscopal | Nemesi Marquès Oste                 | 30 juillet 2003   |
| Andorre                              | Syndics générals (successifs)                | Vicenç Mateu Zamora                 | 28 avril 2011     |
| Andorre                              | Syndics générals (successifs)                | Josep Dallerès Codina               | 19 mai 2009       |
| Andorre                              | Chef du gouvernement                         | Jaume Bartumeu                      | 5 juin 2009       |
| Angola                               | Président de la République                   | José Eduardo dos Santos             | 10 septembre 1979 |
| Angola                               | Vice-président de la République              | Fernando da Piedade Dias dos Santos | 4 février 2010    |
| Antigua-et-Barbuda                   | Reine                                        | Élisabeth II                        | 1er novembre 1981 |
| Antigua-et-Barbuda                   | Gouverneur général                           | Dame Louise Lake-Tack               | 17 juillet 2007   |
| Antigua-et-Barbuda                   | Premier ministre                             | Baldwin Spencer                     | 24 mars 2004      |
| Arabie saoudite                      | Roi                                          | Abdallah ben Abdelaziz Al Saoud     | 1er août 2005     |
| Arabie saoudite                      | Prince héritier et vice-premier ministre     | Sultan ben Abdelaziz Al Saoud       | 1er août 2005     |
| Argentine                            | Présidente de la Nation                      | Cristina Fernández de Kirchner      | 10 décembre 2007  |
| Argentine                            | Chef du cabinet                              | Aníbal Fernández                    | 8 juillet 2009    |
| Arménie                              | Président de la République                   | Serge Sargsian                      | 9 avril 2008      |
| Arménie                              | Premier ministre                             | Tigran Sargsian                     | 9 avril 2008      |
| Australie (voir aussi : §5)          | Reine                                        | Élisabeth II                        | 6 février 1952    |
| Australie (voir aussi : §5)          | Gouverneur général                           | Quentin Bryce                       | 5 septembre 2008  |
| Australie (voir aussi : §5)          | Premier ministre                             | Julia Gillard                       | 24 juin 2010      |
| Autriche                             | Président de la République                   | Heinz Fischer                       | 8 juillet 2004    |
| Autriche                             | Chancelier                                   | Werner Faymann                      | 2 décembre 2008   |
| Azerbaïdjan (voir aussi : §9 et §10) | Président de la République                   | Ilham Aliev                         | 15 octobre 2003   |
| Azerbaïdjan (voir aussi : §9 et §10) | Premier ministre                             | Artur Rasizada                      | 6 août 2003       |

## B
| Pays               | Fonction                                            | Nom                                                                      | Depuis le         |
| ------------------ | --------------------------------------------------- | ------------------------------------------------------------------------ | ----------------- |
| Bahamas            | Reine                                               | Élisabeth II                                                             | 10 juillet 1973   |
| Bahamas            | Gouverneur général                                  | Sir Arthur Foulkes                                                       | 14 avril 2010     |
| Bahamas            | Premier ministre                                    | Hubert Ingraham                                                          | 4 mai 2007        |
| Bahreïn            | Roi                                                 | Hamad ben Issa el-Khalifa                                                | 6 mars 1999       |
| Bahreïn            | Premier ministre                                    | Khalifa ben Salmane el-Khalifa                                           | 19 janvier 1970   |
| Bangladesh         | Président de la République                          | Zillur Rahman                                                            | 12 février 2009   |
| Bangladesh         | Premier ministre                                    | Cheikh Hasina Wajed                                                      | 6 janvier 2009    |
| Barbade            | Reine                                               | Élisabeth II                                                             | 30 novembre 1966  |
| Barbade            | Gouverneur général                                  | Sir Clifford Husbands                                                    | 1er juin 1996     |
| Barbade            | Premier ministre                                    | Freundel Stuart                                                          | 23 octobre 2010   |
| Belgique           | Roi                                                 | Albert II                                                                | 9 août 1993       |
| Belgique           | Premier ministre (successifs)                       | Yves Leterme                                                             | 25 novembre 2009  |
| Belgique           | Premier ministre (successifs)                       | Elio Di Rupo                                                             | 5 décembre 2011   |
| Belize             | Reine                                               | Élisabeth II                                                             | 21 septembre 1981 |
| Belize             | Gouverneur général                                  | Sir Colville Young                                                       | 17 novembre 1993  |
| Belize             | Premier ministre                                    | Dean Barrow                                                              | 8 février 2008    |
| Bénin              | Président de la République                          | Yayi Boni                                                                | 6 avril 2006      |
| Bhoutan            | Roi                                                 | Jigme Khesar Namgyel Wangchuck                                           | 14 décembre 2006  |
| Bhoutan            | Premier ministre                                    | Lyonchen Jigme Thinley                                                   | 9 avril 2008      |
| Biélorussie        | Président                                           | Alexandre Loukachenko                                                    | 20 juillet 1994   |
| Biélorussie        | Premier ministre                                    | Mikhaïl Miasnikovitch                                                    | 28 décembre 2010  |
| Birmanie           | Chefs d'État (successifs)                           | Thein Sein (président de la République)                                  | 4 février 2011    |
| Birmanie           | Chefs d'État (successifs)                           | Than Shwe (président du Conseil d'État pour la Paix et le Développement) | 21 octobre 2010   |
| Birmanie           | Premier vice-président                              | Tin Aung Myint Oo                                                        | 30 mars 2011      |
| Birmanie           | Second vice-président                               | Sai Mauk Kham                                                            | 30 mars 2011      |
| Birmanie           | Premier ministre                                    | poste abolie                                                             | 4 février 2011    |
| Birmanie           | Premier ministre                                    | Thein Sein                                                               | avril 2007        |
| Bolivie            | Président de l'État plurinational                   | Evo Morales                                                              | 22 janvier 2006   |
| Bolivie            | Vice-président de la République                     | Álvaro García Linera                                                     | 22 janvier 2006   |
| Bosnie-Herzégovine | Président du collège présidentiel                   | Nebojša Radmanović                                                       | 10 novembre 2010  |
| Bosnie-Herzégovine | Président du Conseil                                | Nikola Špirić                                                            | 11 janvier 2007   |
| Bosnie-Herzégovine | Haut Représentant international                     | Valentin Inzko (Autriche)                                                | 26 mars 2009      |
| Botswana           | Président de la République                          | Seretse Ian Khama                                                        | 1er avril 2008    |
| Botswana           | Vice-président de la République                     | Mompati Merafhe                                                          | 1er avril 2008    |
| Brésil             | Présidents de la République fédérative (successifs) | Dilma Rousseff                                                           | 1er janvier 2011  |
| Brésil             | Présidents de la République fédérative (successifs) | Luiz Inácio Lula da Silva                                                | 1er janvier 2003  |
| Brésil             | Vice-président de la République fédérative          | Michel Temer                                                             | 1er janvier 2011  |
| Brunei             | Sultan                                              | Hassanal Bolkiah                                                         | 5 octobre 1967    |
| Brunei             | Premier ministre                                    | Hassanal Bolkiah                                                         | 1er janvier 1984  |
| Brunei             | Prince héritier                                     | Al-Muhtadee Billah                                                       | 10 août 1998      |
| Bulgarie           | Président de la République                          | Gueorgui Parvanov                                                        | 22 janvier 2002   |
| Bulgarie           | Premier ministre                                    | Boïko Borissov                                                           | 27 juillet 2009   |
| Burkina Faso       | Président de la République                          | Blaise Compaoré                                                          | 15 octobre 1987   |
| Burkina Faso       | Premier ministre                                    | Tertius Zongo                                                            | 4 juin 2007       |
| Burundi            | Président de la République                          | Pierre Nkurunziza                                                        | 26 août 2005      |
| Burundi            | Première vice-présidente                            | Thérence Sinunguruza                                                     | 28 août 2010      |
| Burundi            | Seconde vice-président                              | Gervais Rufyikiri                                                        | 28 août 2010      |

## C
| Pays                                 | Fonction                                                          | Nom                                              | Depuis le        |
| ------------------------------------ | ----------------------------------------------------------------- | ------------------------------------------------ | ---------------- |
| Cambodge                             | Roi                                                               | Norodom Sihamoni                                 | 29 octobre 2004  |
| Cambodge                             | Premier ministre                                                  | Hun Sen                                          | 14 janvier 1985  |
| Cameroun                             | Président de la République                                        | Paul Biya                                        | 6 novembre 1982  |
| Cameroun                             | Premier ministre                                                  | Philémon Yang                                    | 30 juin 2009     |
| Canada                               | Reine                                                             | Élisabeth II                                     | 6 février 1952   |
| Canada                               | Gouverneur général                                                | David Johnston                                   | 1er octobre 2010 |
| Canada                               | Premier ministre                                                  | Stephen Harper                                   | 6 février 2006   |
| Cap-Vert                             | Président de la République                                        | Pedro Pires                                      | 22 mai 2001      |
| Cap-Vert                             | Premier ministre                                                  | José Maria Neves                                 | 1er février 2001 |
| Centrafrique                         | Président de la République                                        | François Bozizé                                  | 15 mars 2003     |
| Centrafrique                         | Premier ministre                                                  | Faustin Archange Touadéra                        | 22 janvier 2008  |
| Chili                                | Président de la République                                        | Sebastián Piñera                                 | 11 mars 2010     |
| Chine (voir aussi : §1 et §9 et §11) | Secrétaire général du Parti communiste chinois                    | Hu Jintao                                        | 15 novembre 2002 |
| Chine (voir aussi : §1 et §9 et §11) | Président de la République                                        | Hu Jintao                                        | 15 mars 2003     |
| Chine (voir aussi : §1 et §9 et §11) | Premier ministre                                                  | Wen Jiabao                                       | 16 mars 2003     |
| Chypre (voir aussi : §10)            | Président de la République                                        | Dimítris Khristófias                             | 28 février 2008  |
| Colombie                             | Président de la République                                        | Juan Manuel Santos                               | 7 août 2010      |
| Colombie                             | Vice-président de la République                                   | Angelino Garzón                                  | 7 août 2010      |
| Comores                              | Présidents de l'Union (successifs)                                | Ikililou Dhoinine                                | 26 mai 2011      |
| Comores                              | Présidents de l'Union (successifs)                                | Ahmed Abdallah Mohamed Sambi                     | 26 mai 2006      |
| Comores                              | Premiers vice-présidents de l'Union (successifs)                  | Fouad Mohadji                                    | 26 mai 2011      |
| Comores                              | Premiers vice-présidents de l'Union (successifs)                  | Ikililou Dhoinine                                | 26 mai 2006      |
| Comores                              | Second vice-président de l'Union (successifs)                     | Mohamed Ali Soilihi                              | 26 mai 2011      |
| Comores                              | Second vice-président de l'Union (successifs)                     | Idi Nadhoim                                      | 26 mai 2006      |
| Comores                              | Troisième vice-président de l'Union                               | Nourdine Bourhane                                | 26 mai 2011      |
| Vice-président de l'Union            | Idi Nadhoim                                                       | 26 décembre 2010 ?                               |                  |
| République du Congo                  | Président de la République                                        | Denis Sassou-Nguesso                             | 25 octobre 1997  |
| République du Congo                  | Premier Ministre                                                  | Isidore Mvouba                                   | 7 janvier 2005   |
| République démocratique du Congo     | Président de la République                                        | Joseph Kabila                                    | 17 janvier 2001  |
| République démocratique du Congo     | Premier ministre                                                  | Adolphe Muzito                                   | 10 octobre 2008  |
| Corée du Nord                        | Chefs suprêmes (successifs)                                       | Kim Jong-un                                      | 17 décembre 2011 |
| Corée du Nord                        | Chefs suprêmes (successifs)                                       | Kim Jong-il                                      | 8 juillet 1994   |
| Corée du Nord                        | Secrétaire général du Comité central du Parti du travail de Corée | poste vacant                                     | 17 décembre 2011 |
| Corée du Nord                        | Secrétaire général du Comité central du Parti du travail de Corée | Kim Jong-il                                      | 8 octobre 1997   |
| Corée du Nord                        | Président du Comité de défense nationale                          | poste vacant                                     | 17 décembre 2011 |
| Corée du Nord                        | Président du Comité de défense nationale                          | Kim Jong-il                                      | 9 avril 1993     |
| Corée du Nord                        | Président du Présidium de l’Assemblée populaire suprême           | Kim Yong-nam                                     | 5 septembre 1998 |
| Corée du Nord                        | Premier ministre                                                  | Choe Yong-rim                                    | 7 juin 2010      |
| Corée du Sud                         | Président de la République                                        | Lee Myung-bak                                    | 25 février 2008  |
| Corée du Sud                         | Premier ministre                                                  | Kim Hwang-sik                                    | 1er octobre 2010 |
| Costa Rica                           | Présidente de la République                                       | Laura Chinchilla                                 | 8 mai 2010       |
| Costa Rica                           | Premier vice-président de la République                           | Alfio Piva Mesén                                 | 8 mai 2010       |
| Costa Rica                           | Second vice-président de la République                            | Luis Liberman Ginsburg                           | 8 mai 2010       |
| Côte d'Ivoire                        | Présidents de la République                                       | Alassane Ouattara                                | 4 décembre 2010  |
| Côte d'Ivoire                        | Premiers ministres (en concurrence)                               | Guillaume Soro                                   | 4 avril 2007     |
| Côte d'Ivoire                        | Premiers ministres (en concurrence)                               | Gilbert Marie N'gbo Aké                          | 7 décembre 2010  |
| Croatie                              | Président de la République                                        | Ivo Josipovic                                    | 18 février 2010  |
| Croatie                              | Premier ministre                                                  | Jadranka Kosor                                   | 6 juillet 2009   |
| Cuba                                 | Commandant en chef                                                | Fidel Castro                                     | 1er janvier 1959 |
| Cuba                                 | Secrétaire général du Parti communiste cubain                     | Fidel Castro                                     | Juillet 1961     |
| Cuba                                 | Secrétaire général du Parti communiste cubain                     | Raúl Castro (faisant fonction pour Fidel Castro) | 31 juillet 2006  |
| Cuba                                 | Président de la République                                        | Raúl Castro                                      | 31 juillet 2006  |
| Cuba                                 | Président du Conseil des ministres                                | Raúl Castro                                      | 31 juillet 2006  |

## D
| Pays                       | Fonction                        | Nom                     | Depuis le       |
| -------------------------- | ------------------------------- | ----------------------- | --------------- |
| Danemark (voir aussi : §9) | Reine                           | Marguerite II           | 14 janvier 1972 |
| Danemark (voir aussi : §9) | Ministre d’État                 | Lars Løkke Rasmussen    | 5 avril 2009    |
| Djibouti                   | Président de la République      | Ismail Omar Guelleh     | 8 mai 1999      |
| Djibouti                   | Premier ministre                | Dileita Mohamed Dileita | 4 mars 2001     |
| République dominicaine     | Président de la République      | Leonel Fernández        | 16 août 2004    |
| République dominicaine     | Vice-président de la République | Rafael Alburquerque     | 16 août 2004    |
| Dominique                  | Président de la République      | Nicholas Liverpool      | 2 octobre 2003  |
| Dominique                  | Premier ministre                | Roosevelt Skerrit       | 8 janvier 2004  |

## E
| Pays                         | Fonction                                 | Nom                                                                  | Depuis le        |
| ---------------------------- | ---------------------------------------- | -------------------------------------------------------------------- | ---------------- |
| Égypte                       | Présidents de la République (successifs) | Mohamed Hussein Tantaoui (chef du Conseil suprême des forces armées) | 11 février 2011  |
| Égypte                       | Présidents de la République (successifs) | Mohammed Hosni Moubarak                                              | 14 octobre 1981  |
| Égypte                       | Premiers ministres (successifs)          | Essam Charaf                                                         | 3 mars 2011      |
| Égypte                       | Premiers ministres (successifs)          | Ahmed Shafik                                                         | 29 janvier 2011  |
| Égypte                       | Premiers ministres (successifs)          | Ahmed Nazif                                                          | 14 juillet 2004  |
| Émirats arabes unis          | Président                                | Khalifa ben Zayed Al Nahyane                                         | 3 novembre 2004  |
| Émirats arabes unis          | Premier ministre                         | Mohammed ben Rachid Al Maktoum                                       | 5 janvier 2006   |
| Équateur                     | Président de la République               | Rafael Correa                                                        | 15 janvier 2007  |
| Équateur                     | Vice-président de la République          | Lenín Moreno                                                         | 15 janvier 2007  |
| Érythrée                     | Président de l’État                      | Issayas Afeworki                                                     | 24 mai 1993      |
| Érythrée                     | Vice-président de l'État                 | emprisonné depuis 2001                                               | 24 mai 1993      |
| Espagne                      | Roi                                      | Juan Carlos Ier                                                      | 22 novembre 1975 |
| Espagne                      | Président du gouvernement                | Mariano Rajoy                                                        | décembre 2011    |
| Estonie (voir aussi : §11)   | Président de la République               | Toomas Hendrik Ilves                                                 | 9 octobre 2006   |
| Estonie (voir aussi : §11)   | Premier ministre                         | Andrus Ansip                                                         | 13 avril 2005    |
| États-Unis (voir aussi : §3) | Président                                | Barack Obama                                                         | 20 janvier 2009  |
| États-Unis (voir aussi : §3) | Vice-président des États-Unis            | Joseph Biden                                                         | 20 janvier 2009  |
| Éthiopie                     | Président de la République               | Girma Wolde-Giorgis                                                  | 8 octobre 2001   |
| Éthiopie                     | Premier ministre                         | Meles Zenawi                                                         | 23 août 1995     |

## F
| Pays                       | Fonction                    | Nom                         | Depuis (le)     |
| -------------------------- | --------------------------- | --------------------------- | --------------- |
| Fidji                      | Président de la République  | Epeli Nailatikau            | 30 juillet 2009 |
| Fidji                      | Premier ministre            | Frank Bainimarama (intérim) | 11 avril 2009   |
| Finlande (voir aussi : §9) | Présidente de la République | Tarja Halonen               | 1er mars 2000   |
| Finlande (voir aussi : §9) | Premier ministre            | Mari Kiviniemi              | 22 juin 2010    |
| France (voir aussi : §2)   | Président de la République  | Nicolas Sarkozy             | 16 mai 2007     |
| France (voir aussi : §2)   | Premier ministre            | François Fillon             | 17 mai 2007     |

## G
| Pays                             | Fonction                         | Nom                           | Depuis (le)      |
| -------------------------------- | -------------------------------- | ----------------------------- | ---------------- |
| Gabon                            | Président de la République       | Ali Bongo Ondimba             | 16 octobre 2009  |
| Gabon                            | Premier ministre                 | Paul Biyoghe Mba              | 17 juillet 2009  |
| Gambie                           | Président de la République       | Yahya Jammeh                  | 22 juillet 1994  |
| Gambie                           | Vice-présidente de la République | Isatou Njie Saidy             | 20 mars 1997     |
| Géorgie (voir aussi : §1 et §11) | Président                        | Mikheil Saakachvili           | 20 janvier 2008  |
| Géorgie (voir aussi : §1 et §11) | Premier ministre                 | Nika Guilaouri                | 6 février 2009   |
| Ghana                            | Président de la République       | John Atta-Mills               | 7 janvier 2009   |
| Ghana                            | Vice-président de la République  | John Dramani Mahama           | 7 janvier 2009   |
| Grèce (voir aussi : §9)          | Président de la République       | Károlos Papoúlias             | 12 mars 2005     |
| Grèce (voir aussi : §9)          | Premier ministre                 | George Papandréou             | 6 octobre 2009   |
| Grenade                          | Reine                            | Élisabeth II                  | 7 février 1974   |
| Grenade                          | Gouverneur général               | Carlyle Glean                 | 27 novembre 2008 |
| Grenade                          | Premier ministre                 | Tillman Thomas                | 9 juillet 2008   |
| Guatemala                        | Président de la République       | Álvaro Colom                  | 14 janvier 2008  |
| Guatemala                        | Vice-président de la République  | Rafael Espada                 | 14 janvier 2008  |
| Guinée                           | Président de la République       | Alpha Condé                   | 21 décembre 2010 |
| Guinée                           | Premier ministre                 | Mohamed Saïd Fofana           | 24 décembre 2010 |
| Guinée-Bissau                    | Président de la République       | Malam Bacai Sanhá             | 8 septembre 2009 |
| Guinée-Bissau                    | Premier ministre                 | Carlos Gomes Júnior           | 2 janvier 2009   |
| Guinée équatoriale               | Président de la République       | Teodoro Obiang Nguema Mbasogo | 3 août 1979      |
| Guinée équatoriale               | Premier ministre                 | Ignacio Milam Tang            | 8 juillet 2008   |
| Guyana                           | Président de la République       | Bharrat Jagdeo                | 11 août 1999     |
| Guyana                           | Premier ministre                 | Sam Hinds                     | 11 août 1999     |

## H
| Pays     | Fonction                                  | Nom                         | Depuis (le)      |
| -------- | ----------------------------------------- | --------------------------- | ---------------- |
| Haïti    | Président de la République                | Joseph Michel Martelly      | 14 mai 2011      |
| Haïti    | Premier ministre                          | Jean-Max Bellerive          | 11 novembre 2009 |
| Honduras | Président de la République                | Porfirio Lobo Sosa          | 27 janvier 2010  |
| Honduras | Première vice-présidente de la République | María Antonieta de Bográn   | 27 janvier 2010  |
| Honduras | Second vice-président de la République    | Samuel Armando Reyes Rendon | 27 janvier 2010  |
| Honduras | Troisième vice-président de la République | Victor Hugo Barnica         | 27 janvier 2010  |
| Hongrie  | Président de la République                | Pál Schmitt                 | 6 août 2010      |
| Hongrie  | Ministre-président                        | Viktor Orbán                | 29 mai 2010      |

## I
| Pays                         | Fonction                        | Nom                      | Depuis (le)      |
| ---------------------------- | ------------------------------- | ------------------------ | ---------------- |
| Inde (voir aussi : §10)      | Présidente de la République     | Pratibha Patil           | 25 juillet 2007  |
| Inde (voir aussi : §10)      | Premier ministre                | Manmohan Singh           | 22 mai 2004      |
| Indonésie (voir aussi : §11) | Président de la République      | Susilo Bambang Yudhoyono | 20 octobre 2004  |
| Indonésie (voir aussi : §11) | Vice-président de la République | Boediono                 | 20 octobre 2009  |
| Irak (voir aussi : §9)       | Président de la République      | Jalal Talabani           | 7 avril 2005     |
| Irak (voir aussi : §9)       | Premier ministre                | Nouri al-Maliki          | 20 mai 2006      |
| Iran                         | Guide de la révolution          | Ali Khamenei             | 4 juin 1989      |
| Iran                         | Président de la République      | Mahmoud Ahmadinejad      | 3 août 2005      |
| Irlande                      | Présidente                      | Mary McAleese            | 11 novembre 1997 |
| Irlande                      | Premiers ministres (successifs) | Brian Cowen              | 7 mai 2008       |
| Irlande                      | Premiers ministres (successifs) | Enda Kenny               | 9 mars 2011      |
| Islande                      | Président                       | Ólafur Ragnar Grímsson   | 1er août 1996    |
| Islande                      | Premier ministre                | Johanna Sigurdardottir   | 1er février 2009 |
| Israël (voir aussi : §1)     | Président de l’État             | Shimon Peres             | 15 juillet 2007  |
| Israël (voir aussi : §1)     | Premier ministre                | Benyamin Netanyahou      | 31 mars 2009     |
| Italie (voir aussi : §9)     | Président de la République      | Giorgio Napolitano       | 15 mai 2006      |
| Italie (voir aussi : §9)     | Président du Conseil            | Mario Monti              | novembre 2011    |

## J
| Pays     | Fonction                        | Nom                 | Depuis (le)       |
| -------- | ------------------------------- | ------------------- | ----------------- |
| Jamaïque | Reine                           | Élisabeth II        | 6 août 1962       |
| Jamaïque | Gouverneur général              | Patrick Allen       | 26 février 2009   |
| Jamaïque | Premier ministre                | Bruce Golding       | 11 septembre 2007 |
| Japon    | Empereur                        | Akihito             | 7 janvier 1989    |
| Japon    | Premiers ministres (successifs) | Naoto Kan           | 8 juin 2010       |
| Japon    | Premiers ministres (successifs) | Yoshihiko Noda      | 30 août 2011      |
| Jordanie | Roi                             | Abdallah II         | 7 février 1999    |
| Jordanie | Premiers ministres (successifs) | Maarouf Bakhit      | 2 février 2011    |
| Jordanie | Premiers ministres (successifs) | Samir Zaid al-Rifai | 14 décembre 2009  |

## K
| Pays        | Fonction                         | Nom                               | Depuis (le)      |
| ----------- | -------------------------------- | --------------------------------- | ---------------- |
| Kazakhstan  | Président de la République       | Noursoultan Nazarbaïev            | 24 avril 1990    |
| Kazakhstan  | Premier ministre                 | Karim Massimov                    | 10 janvier 2007  |
| Kenya       | Président de la République       | Mwai Kibaki                       | 30 décembre 2002 |
| Kenya       | Premier ministre                 | Raila Odinga                      | 17 avril 2008    |
| Kirghizstan | Présidente de la République      | Roza Otounbaïeva                  | 7 avril 2010     |
| Kirghizstan | Premier ministre                 | Almazbek Atambaïev                | 17 décembre 2010 |
| Kiribati    | Président de la République       | Anote Tong                        | 10 juillet 2003  |
| Kiribati    | Vice-présidente de la République | Teima Onorio                      | 10 juillet 2003  |
| Koweït      | Émir                             | Sabah el-Ahmed el-Jaber el-Sabah  | 29 janvier 2006  |
| Koweït      | Premier ministre                 | Nasser Mohammed el-Ahmed el-Sabah | 7 février 2006   |

## L
| Pays          | Fonction                                                  | Nom                           | Depuis (le)        |
| ------------- | --------------------------------------------------------- | ----------------------------- | ------------------ |
| Laos          | Secrétaire général du Parti révolutionnaire populaire lao | Choummaly Sayasone            | 21 mars 2006       |
| Laos          | Président de la République                                | Choummaly Sayasone            | 8 juin 2006        |
| Laos          | Premier ministre                                          | Thongsing Thammavong          | 23 décembre 2010   |
| Lesotho       | Roi                                                       | Letsie III                    | 7 février 1996     |
| Lesotho       | Premier ministre                                          | Pakalitha Mosisili            | 23 mai 1998        |
| Lettonie      | Président de la République                                | Valdis Zatlers                | 8 juillet 2007     |
| Lettonie      | Premier ministre                                          | Valdis Dombrovskis            | 12 mars 2009       |
| Liban         | Président de la République                                | Michel Sleimane               | 25 mai 2008        |
| Liban         | Premier ministre                                          | Saad Hariri                   | 9 novembre 2009    |
| Liberia       | Présidente de la République                               | Ellen Johnson-Sirleaf         | 16 janvier 2006    |
| Liberia       | Vice-président de la République                           | Joseph Boakai                 | 16 janvier 2006    |
| Libye         | Guide de la Révolution et son opposant                    | Mouammar Kadhafi              | 1er septembre 1969 |
| Libye         | Guide de la Révolution et son opposant                    | Mustafa Abdel Jalil           | 5 mars 2011        |
| Libye         | Secrétaire du Congrès général populaire                   | Mohammed Abou el-Kassim Zouaï | 26 janvier 2010    |
| Libye         | Secrétaire du Comité populaire général et son opposant    | Baghdadi Mahmoudi             | 5 mars 2006        |
| Libye         | Secrétaire du Comité populaire général et son opposant    | Mahmoud Jebril                | 5 mars 2011        |
| Liechtenstein | Prince souverain                                          | Hans Adam II                  | 13 novembre 1989   |
| Liechtenstein | Prince souverain                                          | Prince Aloïs (régent)         | 15 août 2004       |
| Liechtenstein | Chef du gouvernement                                      | Klaus Tschütscher             | 25 mars 2009       |
| Lituanie      | Présidente de la République                               | Dalia Grybauskaitė            | 12 juillet 2009    |
| Lituanie      | Premier ministre                                          | Andrius Kubilius              | 27 novembre 2008   |
| Luxembourg    | Grand-duc                                                 | Henri                         | 7 octobre 2000     |
| Luxembourg    | Premier ministre                                          | Jean-Claude Juncker           | 1er janvier 1995   |

## M
| Pays                        | Fonction                         | Nom                           | Depuis (le)                    |
| --------------------------- | -------------------------------- | ----------------------------- | ------------------------------ |
| Macédoine                   | Président de la République       | Gjorge Ivanov                 | 12 mai 2009                    |
| Macédoine                   | Premier ministre                 | Nikola Gruevski               | 27 août 2006                   |
| Madagascar                  | Président de la Transition       | Andry Rajoelina               | 17 mars 2009                   |
| Madagascar                  | Premier ministre                 | Albert-Camille Vital          | 20 décembre 2009               |
| Malaisie                    | Roi                              | Mizan Zainal Abidin           | 13 décembre 2006               |
| Malaisie                    | Premier ministre                 | Datuk Seri Najib Tun Razak    | 3 avril 2009                   |
| Malawi                      | Président de la République       | Bingu wa Mutharika            | 24 mai 2004                    |
| Malawi                      | Vice-présidente de la République | Joyce Banda                   | 22 mai 2009                    |
| Maldives                    | Président de la République       | Mohamed Nasheed               | 11 novembre 2008               |
| Maldives                    | Vice-président de la République  | Mohammed Waheed Hassan        | 11 novembre 2008               |
| Mali                        | Président de la République       | Amadou Toumani Touré          | 8 juin 2002                    |
| Mali                        | Premiers ministres (successifs)  | Modibo Sidibé                 |                                |
| Mali                        | Premiers ministres (successifs)  | Cissé Mariam Kaïdama Sidibé   | 28 septembre 2007 3 avril 2011 |
| Malte                       | Président                        | Marie-Louise Coleiro Preca    | 4 avril 2014                   |
| Malte                       | Premier ministre                 | Joseph Muscat                 | 11 mars 2013                   |
| Maroc (voir aussi : §1)     | Roi                              | Mohammed VI                   | 23 juillet 1999                |
| Maroc (voir aussi : §1)     | Chef du gouvernement             | Abdelilah Benkirane           | 29 novembre 2011               |
| Îles Marshall               | Président de la République       | Jurelang Zedkaia              | 2 novembre 2009                |
| Maurice (voir aussi : §9)   | Président de la République       | Anerood Jugnauth              | 7 octobre 2003                 |
| Maurice (voir aussi : §9)   | Premier ministre                 | Navin Ramgoolam               | 5 juillet 2005                 |
| Mauritanie                  | Président de la République       | Mohamed Ould Abdel Aziz       | 5 août 2009                    |
| Mauritanie                  | Premier ministre                 | Moulaye Ould Mohamed Laghdhaf | 14 août 2008                   |
| Mexique                     | Président de la République       | Felipe Calderón               | 1er décembre 2006              |
| États fédérés de Micronésie | Président de la République       | Manny Mori                    | 11 mai 2007                    |
| États fédérés de Micronésie | Vice-président de la République  | Alik L. Alik                  | 11 mai 2007                    |
| Moldavie (voir aussi : §9)  | Président de la République       | Marian Lupu (intérim)         | 30 décembre 2010               |
| Moldavie (voir aussi : §9)  | Premier ministre                 | Vlad Filat                    | 25 septembre 2009              |
| Monaco                      | Prince souverain                 | Albert II                     | 6 avril 2005                   |
| Monaco                      | Ministre d'État                  | Michel Roger                  | 29 mars 2010                   |
| Mongolie                    | Président de la République       | Tsakhiagiyn Elbegdorj         | 18 juin 2009                   |
| Mongolie                    | Premier ministre                 | Sükhbaataryn Batbold          | 29 octobre 2009                |
| Monténégro                  | Président de la République       | Filip Vujanović               | 22 mai 2003                    |
| Monténégro                  | Président du gouvernement        | Igor Lukšić                   | 29 décembre 2010               |
| Mozambique                  | Président de la République       | Armando Guebuza               | 2 février 2005                 |
| Mozambique                  | Premier ministre                 | Aires Ali                     | 16 janvier 2010                |

## N
| Pays                               | Fonction                                                           | Nom                  | Depuis (le)      |
| ---------------------------------- | ------------------------------------------------------------------ | -------------------- | ---------------- |
| Namibie                            | Président de la République                                         | Hifikepunye Pohamba  | 21 mars 2005     |
| Namibie                            | Premier ministre                                                   | Nahas Angula         | 21 mars 2005     |
| Nauru                              | Président de la République (successifs)                            | Sprent Dabwido       | 15 novembre 2011 |
| Nauru                              | Président de la République (successifs)                            | Frederick Pitcher    | 10 novembre 2011 |
| Nauru                              | Président de la République (successifs)                            | Marcus Stephen       | 19 décembre 2007 |
| Népal                              | Président de la République                                         | Ram Baran Yadav      | 23 juillet 2008  |
| Népal                              | Premiers ministres (successifs)                                    | Jhalanath Khanal     | 6 février 2011   |
| Népal                              | Premiers ministres (successifs)                                    | Madhav Kumar Nepal   | 23 mai 2009      |
| Nicaragua                          | Président de la République                                         | Daniel Ortega        | 10 janvier 2007  |
| Nicaragua                          | Vice-président de la République                                    | Jaime Morales Carazo | 10 janvier 2007  |
| Niger                              | Président du Conseil suprême pour la restauration de la démocratie | Salou Djibo          | 19 février 2010  |
| Niger                              | Premier ministre                                                   | Mahamadou Danda      | 23 février 2010  |
| Nigeria                            | Président de la République                                         | Goodluck Jonathan    | 9 février 2010   |
| Nigeria                            | Vice-président de la République                                    | Namadi Sambo         | 19 mai 2010      |
| Norvège (voir aussi : §7)          | Roi                                                                | Harald V             | 17 janvier 1991  |
| Norvège (voir aussi : §7)          | Premier ministre                                                   | Jens Stoltenberg     | 17 octobre 2005  |
| Nouvelle-Zélande (voir aussi : §8) | reine                                                              | Élisabeth II         | 6 février 1952   |
| Nouvelle-Zélande (voir aussi : §8) | Gouverneur général                                                 | Anand Satyanand      | 23 août 2006     |
| Nouvelle-Zélande (voir aussi : §8) | Premier ministre                                                   | John Key             | 19 novembre 2008 |

## O
| Pays                          | Fonction                   | Nom                | Depuis (le)      |
| ----------------------------- | -------------------------- | ------------------ | ---------------- |
| Oman                          | Sultan                     | Qabous ben Saïd    | 23 juillet 1970  |
| Oman                          | Premier ministre           | Qabous ibn Said    | 2 janvier 1972   |
| Ouganda                       | Président de la République | Yoweri Museveni    | 29 janvier 1986  |
| Ouganda                       | Premier ministre           | Apolo Nsibambi     | 5 avril 1999     |
| Ouzbékistan (voir aussi : §9) | Président de la République | Islam Karimov      | 24 mars 1990     |
| Ouzbékistan (voir aussi : §9) | Premier ministre           | Shavkat Mirziyoyev | 12 décembre 2003 |

## P
| Pays                                        | Fonction                        | Nom                   | Depuis (le)       |
| ------------------------------------------- | ------------------------------- | --------------------- | ----------------- |
| Pakistan (voir aussi : §10)                 | Président de la république      | Asif Ali Zardari      | 9 septembre 2008  |
| Pakistan (voir aussi : §10)                 | Premier ministre                | Youssouf Raza Gilani  | 25 mars 2008      |
| Palaos                                      | Président de la République      | Johnson Toribiong     | 15 janvier 2009   |
| Palaos                                      | Vice-président de la République | Kerai Mariur          | 15 janvier 2009   |
| Panama                                      | Président de la République      | Ricardo Martinelli    | 1er juillet 2009  |
| Panama                                      | Vice-président de la République | Juan Carlos Varela    | 1er juillet 2009  |
| Papouasie-Nouvelle-Guinée (voir aussi : §9) | Reine                           | Élisabeth II          | 16 septembre 1975 |
| Papouasie-Nouvelle-Guinée (voir aussi : §9) | Gouverneur général              | Michael Ogio          | 20 décembre 2010  |
| Papouasie-Nouvelle-Guinée (voir aussi : §9) | Premier ministre                | Peter O'Neill         | 2 août 2011       |
| Paraguay                                    | Président de la République      | Fernando Lugo         | 15 août 2008      |
| Paraguay                                    | Vice-président de la République | Federico Franco Gomez | 15 août 2008      |
| Pays-Bas (voir aussi : §6)                  | Reine                           | Beatrix               | 30 avril 1980     |
| Pays-Bas (voir aussi : §6)                  | Premier ministre                | Mark Rutte            | 14 octobre 2010   |
| Pérou                                       | Président de la République      | Alan García           | 28 juillet 2006   |
| Pérou                                       | Premiers ministres (successifs) | José Antonio Chang    | 14 septembre 2010 |
| Pérou                                       | Premiers ministres (successifs) | Rosario Fernández     | 19 mars 2011      |
| Philippines (voir aussi : §9)               | Président de la République      | Benigno Aquino III    | 30 juin 2010      |
| Philippines (voir aussi : §9)               | Vice-président de la République | Jejomar Binay         | 30 juin 2010      |
| Pologne                                     | Président de la République      | Bronisław Komorowski  | 6 août 2010       |
| Pologne                                     | Président du Conseil            | Donald Tusk           | 16 novembre 2007  |
| Portugal (voir aussi : §9)                  | Président de la République      | Aníbal Cavaco Silva   | 9 mars 2006       |
| Portugal (voir aussi : §9)                  | Premier ministre                | José Sócrates         | 12 mars 2005      |

## Q
| Pays  | Fonction         | Nom                                      | Depuis (le)  |
| ----- | ---------------- | ---------------------------------------- | ------------ |
| Qatar | Émir             | Tamim ben Hamad Al Thani                 | 25 juin 2013 |
| Qatar | Premier ministre | Abdullah ben Nasser ben Khalifa Al Thani | 26 juin 2013 |
| Qatar | Prince héritier  | non désigné                              |              |

## R
| Pays                          | Fonction                   | Nom              | Depuis (le)      |
| ----------------------------- | -------------------------- | ---------------- | ---------------- |
| Roumanie                      | Président                  | Traian Băsescu   | 20 décembre 2004 |
| Roumanie                      | Premier ministre           | Emil Boc         | 22 décembre 2008 |
| Royaume-Uni (voir aussi : §3) | Reine                      | Élisabeth II     | 6 février 1952   |
| Royaume-Uni (voir aussi : §3) | Premier ministre           | David Cameron    | 11 mai 2010      |
| Russie (voir aussi : §11)     | Président                  | Dmitri Medvedev  | 7 mai 2008       |
| Russie (voir aussi : §11)     | Premier ministre           | Vladimir Poutine | 8 mai 2008       |
| Rwanda                        | Président de la République | Paul Kagame      | 24 mars 2000     |
| Rwanda                        | Premier ministre           | Bernard Makuza   | 8 mars 2000      |

## S
| Pays                                         | Fonction                                    | Nom                               | Depuis (le)        |
| -------------------------------------------- | ------------------------------------------- | --------------------------------- | ------------------ |
| Saint-Christophe-et-Niévès (voir aussi : §9) | Reine                                       | Élisabeth II                      | 19 septembre 1983  |
| Saint-Christophe-et-Niévès (voir aussi : §9) | Gouverneur général                          | Cuthbert Sebastian                | 1er janvier 1996   |
| Saint-Christophe-et-Niévès (voir aussi : §9) | Premier ministre                            | Denzil Douglas                    | 6 juillet 1995     |
| Sainte-Lucie                                 | Reine                                       | Élisabeth II                      | 22 février 1979    |
| Sainte-Lucie                                 | Gouverneur général                          | Dame Pearlette Louisy             | 17 septembre 1997  |
| Sainte-Lucie                                 | Premier ministre                            | Stephenson King                   | 1er mai 2007       |
| Saint-Marin                                  | Capitaines-régents                          | Giovanni Francesco Ugolini        | 1er octobre 2010   |
| Saint-Marin                                  | Capitaines-régents                          | Andrea Zafferani                  | 1er octobre 2010   |
| Saint-Vincent-et-les-Grenadines              | Reine                                       | Élisabeth II                      | 27 octobre 1979    |
| Saint-Vincent-et-les-Grenadines              | Gouverneur général                          | Frederick Ballantyne              | 2 septembre 2002   |
| Saint-Vincent-et-les-Grenadines              | Premier ministre                            | Ralph Gonsalves                   | 29 mars 2001       |
| Îles Salomon                                 | Reine                                       | Élisabeth II                      | 7 juillet 1978     |
| Îles Salomon                                 | Gouverneur général                          | Sir Frank Kabui                   | 7 juillet 2009     |
| Îles Salomon                                 | Premier ministre                            | Danny Philip                      | 25 août 2010       |
| Salvador                                     | Président de la République                  | Mauricio Funes                    | 1er juin 2009      |
| Salvador                                     | Vice-président de la République             | Salvador Sánchez Cerén            | 1er juin 2009      |
| Samoa                                        | Chef de l’État                              | Tupua Tamasese Tupuola Tufuga Efi | 20 juin 2007       |
| Samoa                                        | Premier ministre                            | Tuilaepa Sailele Malielegaoi      | 23 novembre 1998   |
| Sao Tomé-et-Principe (voir aussi : §9)       | Président de la République                  | Fradique de Menezes               | 23 juillet 2003    |
| Sao Tomé-et-Principe (voir aussi : §9)       | Premier ministre                            | Patrice Trovoada                  | 14 août 2010       |
| Sénégal                                      | Président de la République                  | Abdoulaye Wade                    | 1er avril 2000     |
| Sénégal                                      | Premier ministre                            | Souleymane Ndéné Ndiaye           | 30 avril 2009      |
| Serbie (voir aussi : §10)                    | Président de la République                  | Boris Tadić                       | 11 juillet 2004    |
| Serbie (voir aussi : §10)                    | Président du gouvernement                   | Mirko Cvetković                   | 7 juillet 2008     |
| Seychelles                                   | Président de la République                  | James Michel                      | 14 avril 2004      |
| Seychelles                                   | Vice-président de la République             | Danny Faure                       | 1er juillet 2010   |
| Sierra Leone                                 | Président de la République                  | Ernest Bai Koroma                 | 17 septembre 2007  |
| Sierra Leone                                 | Vice-président de la République             | Samuel Sam-Sumana                 | 17 septembre 2007  |
| Singapour                                    | Président de la République                  | Sellapan Rama Nathan              | 1er septembre 1999 |
| Singapour                                    | Premier ministre                            | Lee Hsien Loong                   | 12 août 2004       |
| Slovaquie                                    | Président de la République                  | Ivan Gašparovič                   | 15 juin 2004       |
| Slovaquie                                    | Présidente du gouvernement                  | Iveta Radičová                    | 8 juillet 2010     |
| Slovénie                                     | Président de la République                  | Danilo Türk                       | 22 décembre 2007   |
| Slovénie                                     | Président du gouvernement                   | Borut Pahor                       | 7 novembre 2008    |
| Somalie (voir aussi : §10)                   | Président de la République                  | Charif Ahmed                      | 31 janvier 2009    |
| Somalie (voir aussi : §10)                   | Premier ministre                            | Mohamed Abdullahi Mohamed         | 1er novembre 2010  |
| Soudan (voir aussi : §9)                     | Président de la République                  | Omar el-Béchir                    | 30 juin 1989       |
| Soudan (voir aussi : §9)                     | Vice-présidents de la République            | Salva Kiir                        | 11 août 2005       |
| Soudan (voir aussi : §9)                     | Vice-présidents de la République            | Ali Osmane Taha                   | 1998               |
| Sri Lanka                                    | Président de la République                  | Mahinda Rajapakse                 | 19 novembre 2005   |
| Sri Lanka                                    | Premier ministre                            | D.M. Jayaratne                    | 21 avril 2010      |
| Suède                                        | Roi                                         | Charles XVI Gustave               | 19 septembre 1973  |
| Suède                                        | Premier ministre                            | Fredrik Reinfeldt                 | 6 octobre 2006     |
| Suisse                                       | Présidente de la Confédération (successifs) | Micheline Calmy-Rey               | 1er janvier 2011   |
| Suisse                                       | Présidente de la Confédération (successifs) | Doris Leuthard                    | 1er janvier 2010   |
| Suriname                                     | Président                                   | Dési Bouterse                     | 12 août 2010       |
| Suriname                                     | Vice-président                              | Robert Ameerali                   | 12 août 2010       |
| Swaziland                                    | Roi                                         | Mswati III                        | 25 avril 1986      |
| Swaziland                                    | Premier ministre                            | Barnabas Sibusiso Dlamini         | 23 octobre 2008    |
| Syrie                                        | Président de la République                  | Bachar el-Assad                   | 17 juillet 2000    |
| Syrie                                        | Premier ministre                            | Mohammed Naji al-Otari            | 10 septembre 2003  |

## T
| Pays                                | Fonction                                 | Nom                       | Depuis (le)       |
| ----------------------------------- | ---------------------------------------- | ------------------------- | ----------------- |
| Tadjikistan (voir aussi : §9)       | Président                                | Emomalii Rahmon           | 19 novembre 1992  |
| Tadjikistan (voir aussi : §9)       | Premier ministre                         | Oqil Oqilov               | 20 décembre 1999  |
| Tanzanie (voir aussi : §9)          | Président de la République               | Jakaya Kikwete            | 21 décembre 2005  |
| Tanzanie (voir aussi : §9)          | Premier ministre                         | Mizengo Pinda             | 9 février 2008    |
| Tchad                               | Président de la République               | Idriss Déby               | 2 décembre 1990   |
| Tchad                               | Premier ministre                         | Emmanuel Nadingar         | 5 mars 2010       |
| Tchéquie                            | Président de la République               | Václav Klaus              | 7 mars 2003       |
| Tchéquie                            | Premier ministre                         | Petr Nečas                | 13 juillet 2010   |
| Thaïlande                           | Roi                                      | Bhumibol Adulyadej        | 9 juin 1946       |
| Thaïlande                           | Premier ministre                         | Abhisit Vejjajiva         | 15 décembre 2008  |
| Timor oriental                      | Président de la République               | José Ramos-Horta          | 20 mai 2007       |
| Timor oriental                      | Premier ministre                         | Xanana Gusmão             | 8 août 2007       |
| Togo                                | Président de la République               | Faure Gnassingbé          | 4 mai 2005        |
| Togo                                | Premier ministre                         | Gilbert Houngbo           | 8 septembre 2008  |
| Tonga                               | Roi                                      | George Tupou V            | 11 septembre 2006 |
| Tonga                               | Premier ministre                         | Lord Tu‘ivakano           | 22 décembre 2010  |
| Trinité-et-Tobago (voir aussi : §9) | Président de la République               | George Maxwell Richards   | 17 mars 2003      |
| Trinité-et-Tobago (voir aussi : §9) | Premier ministre                         | Kamla Persad-Bissessar    | 26 mai 2010       |
| Tunisie                             | Présidents de la République (successifs) | Fouad Mebazaa (intérim)   | 15 janvier 2011   |
| Tunisie                             | Présidents de la République (successifs) | Zine el-Abidine Ben Ali   | 7 novembre 1987   |
| Tunisie                             | Premiers ministres (successifs)          | Béji Caïd Essebsi         | 27 février 2011   |
| Tunisie                             | Premiers ministres (successifs)          | Mohamed Ghannouchi        | 17 novembre 1999  |
| Turkménistan                        | Président                                | Gurbanguly Berdimuhamedow | 21 décembre 2006  |
| Turkménistan                        | Vice Premier ministre                    | Raşit Meredow             | 17 février 2007   |
| Turquie                             | Président de la République               | Abdullah Gül              | 28 août 2007      |
| Turquie                             | Premier ministre                         | Recep Tayyip Erdoğan      | 14 mars 2003      |
| Tuvalu                              | Reine                                    | Élisabeth II              | 1er octobre 1978  |
| Tuvalu                              | Gouverneur général                       | Iakoba Taeia Italeli      | 16 avril 2010     |
| Tuvalu                              | Premier ministre                         | Willy Telavi              | 24 décembre 2010  |

## U
| Pays                    | Fonction                        | Nom                 | Depuis (le)     |
| ----------------------- | ------------------------------- | ------------------- | --------------- |
| Ukraine (voir aussi §9) | Président                       | Viktor Ianoukovytch | 25 février 2010 |
| Ukraine (voir aussi §9) | Premier ministre                | Mykola Azarov       | 11 mars 2010    |
| Uruguay                 | Président de la République      | José Mujica         | 1er mars 2010   |
| Uruguay                 | Vice-président de la République | Danilo Astori       | 1er mars 2010   |

## V
| Pays                  | Fonction                                                         | Nom                               | Depuis (le)                                                     |
| --------------------- | ---------------------------------------------------------------- | --------------------------------- | --------------------------------------------------------------- |
| Vanuatu               | Président de la République                                       | Iolu Abil                         | 2 septembre 2009                                                |
| Vanuatu               | Premier ministre                                                 | Sato Kilman                       | 26 juin 2011                                                    |
| Vatican (Saint-Siège) | Souverain                                                        | Benoît XVI                        | 19 avril 2005                                                   |
| Vatican (Saint-Siège) | Président du Gouvernorat                                         | Giovanni Lajolo Giuseppe Bertello | 15 septembre 2006-1er octobre 2011 À partir du 1er octobre 2011 |
| Vatican (Saint-Siège) | Secrétaire d’État                                                | Tarcisio Bertone                  | 15 septembre 2006                                               |
| Venezuela             | Président de la République                                       | Hugo Chávez                       | 14 avril 2002                                                   |
| Venezuela             | Vice-président exécutif                                          | Elías Jaua                        | 26 janvier 2010                                                 |
| Viêt Nam              | Secrétaires généraux du Parti communiste vietnamien (successifs) | Nguyễn Phú Trọng                  | 19 janvier 2011                                                 |
| Viêt Nam              | Secrétaires généraux du Parti communiste vietnamien (successifs) | Nông Đức Mạnh                     | 22 avril 2001                                                   |
| Viêt Nam              | Président de la République                                       | Nguyen Minh Triet                 | 27 juin 2006                                                    |
| Viêt Nam              | Premier ministre                                                 | Nguyen Tan Dung                   | 27 juin 2006                                                    |

## Y
| Pays  | Fonction                   | Nom                    | Depuis (le)  |
| ----- | -------------------------- | ---------------------- | ------------ |
| Yémen | Président de la République | Abd-Rabbu Mansour Hadi | 4 juin 2011  |
| Yémen | Premier ministre           | Ali Muhammad Mujawar   | 7 avril 2007 |

## Z
| Pays     | Fonction                        | Nom               | Depuis (le)      |
| -------- | ------------------------------- | ----------------- | ---------------- |
| Zambie   | Président                       | Rupiah Banda      | 29 juin 2008     |
| Zambie   | Vice-président de la République | George Kunda      | 2 novembre 2008  |
| Zimbabwe | Président                       | Robert Mugabe     | 31 décembre 1987 |
| Zimbabwe | Premier ministre                | Morgan Tsvangirai | 11 février 2009  |

- Haut – A
- B
- C
- D
- E
- F
- G
- H
- I
- J
- K
- L
- M
- N
- O
- P
- Q
- R
- S
- T
- U
- V
- W
- X
- Y
- Z

## Entités partiellement reconnues comme État
Ces pays sont reconnus par plusieurs autres États, mais pas encore par l'ONU, c'est-à-dire pas par la majorité des membres de cet organisme.
| Entité et statut | Issue de | Fonction                                 | Nom                       | Depuis le         |
| --- | -------- | ---------------------------------------- | ------------------------- | ----------------- |
| Abkhazie (État pro-russe sécessionniste de la Géorgie)                                                                 | Géorgie  | Président                                | Sergueï Bagapch           | 12 février 2005   |
| Abkhazie (État pro-russe sécessionniste de la Géorgie)                                                                 | Géorgie  | Premier ministre                         | Sergueï Chamba            | 13 février 2010   |
| Kosovo (Région autonome puis République auto-proclamée indépendante de la Serbie)                                      | Serbie   | Présidents de la République (successifs) | Behgjet Pacolli           | 22 février 2011   |
| Kosovo (Région autonome puis République auto-proclamée indépendante de la Serbie)                                      | Serbie   | Présidents de la République (successifs) | Jakup Krasniqi            | 27 septembre 2010 |
| Kosovo (Région autonome puis République auto-proclamée indépendante de la Serbie)                                      | Serbie   | Premier ministre                         | Hashim Thaçi              | 9 janvier 2008    |
| Kosovo (Région autonome puis République auto-proclamée indépendante de la Serbie)                                      | Serbie   | Administrateur de l’ONU                  | Lamberto Zannier (Italie) | 20 juin 2008      |
| Ossétie du Sud (État pro-russe sécessionniste de la Géorgie)                                                           | Géorgie  | Président                                | Edouard Kokoïty           | 18 décembre 2001  |
| Ossétie du Sud (État pro-russe sécessionniste de la Géorgie)                                                           | Géorgie  | Premier ministre                         | Vadim Brovtsev            | 5 août 2009       |
| Palestine (voir aussi : §11) (État putatif revendiqué par les Palestiniens) (Gouvernement de l'Autorité palestinienne) | Israël   | Président                                | Mahmoud Abbas             | 15 janvier 2005   |
| Palestine (voir aussi : §11) (État putatif revendiqué par les Palestiniens) (Gouvernement de l'Autorité palestinienne) | Israël   | Premier ministre                         | Salam Fayyad              | 17 juin 2007      |
| Sahara-Occidental alias République arabe sahraouie démocratique (RASD)                                                 | Maroc    | Président                                | Mohamed Abdelaziz         | 30 août 1976      |
| Sahara-Occidental alias République arabe sahraouie démocratique (RASD)                                                 | Maroc    | Premier ministre                         | Abdelkader Taleb Oumar    | 29 octobre 2003   |
| Taïwan alias République de Chine                                                                                       | Chine    | Président de la République               | Ma Ying-jeou              | 20 mai 2008       |
| Taïwan alias République de Chine                                                                                       | Chine    | Président du Yuan exécutif               | Wu Den-yih                | 10 septembre 2009 |

## Collectivités françaises d'outre-mer et territoires français à statut spécial
Ces entités relèvent de la révision constitutionnelle du 28 mars 2003, relative aux territoires de la République française.
Mayotte, précédemment collectivité d'outre-mer est devenu un département d'outre-mer à partir du 31 mars 2011.
| Territoire                                  | Statut                                     | Fonction                                | Nom                 | Depuis le        |
| ------------------------------------------- | ------------------------------------------ | --------------------------------------- | ------------------- | ---------------- |
| Île de Clipperton                           | Domaine public maritime de l'État français | Président de la République              | Nicolas Sarkozy     | 16 mai 2007      |
| Île de Clipperton                           | Domaine public maritime de l'État français | Ministre chargée de l'Outre-mer         | Marie-Luce Penchard | 6 novembre 2009  |
| Île de Clipperton                           | Domaine public maritime de l'État français | Haut-Commissaire                        | Richard Didier      | 29 octobre 2009  |
| Nouvelle-Calédonie                          | Collectivité sui generis française         | Président de la République              | Nicolas Sarkozy     | 16 mai 2007      |
| Nouvelle-Calédonie                          | Collectivité sui generis française         | Haut-Commissaire                        | Albert Dupuy        | 6 octobre 2010   |
| Nouvelle-Calédonie                          | Collectivité sui generis française         | Présidents du gouvernement (successifs) | Harold Martin       | 3 mars 2011      |
| Nouvelle-Calédonie                          | Collectivité sui generis française         | Présidents du gouvernement (successifs) | Philippe Gomès      | 5 juin 2009      |
| Polynésie française                         | Collectivité d'outre-mer française         | Président de la République              | Nicolas Sarkozy     | 16 mai 2007      |
| Polynésie française                         | Collectivité d'outre-mer française         | Haut-Commissaire                        | Richard Didier      | 29 octobre 2009  |
| Polynésie française                         | Collectivité d'outre-mer française         | Président                               | Gaston Tong Sang    | 24 novembre 2009 |
| Saint-Barthelemy                            | Collectivité d'outre-mer française         | Président de la République              | Nicolas Sarkozy     | 16 mai 2007      |
| Saint-Barthelemy                            | Collectivité d'outre-mer française         | Préfet                                  | Dominique Lacroix   | ?                |
| Saint-Barthelemy                            | Collectivité d'outre-mer française         | Préfet délégué                          | Jacques Simonnet    | 2009             |
| Saint-Barthelemy                            | Collectivité d'outre-mer française         | Président du Conseil territorial        | Bruno Magras        | ?                |
| Saint-Martin                                | Collectivité d'outre-mer française         | Président de la République              | Nicolas Sarkozy     | 16 mai 2007      |
| Saint-Martin                                | Collectivité d'outre-mer française         | Préfet                                  | Dominique Lacroix   | ?                |
| Saint-Martin                                | Collectivité d'outre-mer française         | Préfet délégué                          | Jacques Simonnet    | 2009             |
| Saint-Martin                                | Collectivité d'outre-mer française         | Président du Conseil territorial        | Frantz Gumbs        | ?                |
| Saint-Pierre-et-Miquelon                    | Collectivité d'outre-mer française         | Président de la République              | Nicolas Sarkozy     | 16 mai 2007      |
| Saint-Pierre-et-Miquelon                    | Collectivité d'outre-mer française         | Préfet                                  | Jean-Régis Borius   | 29 octobre 2009  |
| Saint-Pierre-et-Miquelon                    | Collectivité d'outre-mer française         | Président du Conseil territorial        | Stéphane Artano     | 24 mars 2006     |
| Terres australes et antarctiques françaises | Territoire d'outre-mer français            | Président de la République              | Nicolas Sarkozy     | 16 mai 2007      |
| Terres australes et antarctiques françaises | Territoire d'outre-mer français            | Préfet administrateur supérieur         | Christian Gaudin    | 6 octobre 2010   |
| Wallis-et-Futuna                            | Collectivité d'outre-mer française         | Président de la République              | Nicolas Sarkozy     | 16 mai 2007      |
| Wallis-et-Futuna                            | Collectivité d'outre-mer française         | Administrateur supérieur                | Michel Jeanjean     | 10 juin 2010     |
| Wallis-et-Futuna                            | Collectivité d'outre-mer française         | Président de l'Assemblée territoriale   | Victor Brial        | 11 décembre 2007 |

## Territoires britanniques d'outre-mer et dépendances de la Couronne britannique
Un Territoire britannique d'outre-mer (en anglais, United Kingdom Overseas Territory, anciennement appelé Dependent Territory et plus tôt encore une colonie de la Couronne Crown colony) est l'un des 14 territoires qui trouve sous la souveraineté et le contrôle formel du Royaume-Uni mais qui n'est pas une partie du Royaume proprement dit (Grande-Bretagne et Irlande du Nord). Ils sont les vestiges de l'Empire britannique qui n'ont pas accédé à l'indépendance ou qui ont voté pour rester territoires britanniques.
Une Dépendance de la Couronne (en anglais Crown dependency) désigne les territoires qui sont possession de la Couronne britannique sans pour autant être rattachés au Royaume-Uni (et donc à l’Union européenne), au contraire des territoires britanniques d’outre-mer.
| Territoire                                                                          | Statut | Fonction                               | Nom                       | Depuis le         |
| ----------------------------------------------------------------------------------- | --- | -------------------------------------- | ------------------------- | ----------------- |
| Akrotiri and Dhekelia                                                               | Base militaire souveraine                                                                                     | Reine                                  | Élisabeth II              | 6 février 1952    |
| Akrotiri and Dhekelia                                                               | Base militaire souveraine                                                                                     | Administrateur                         | Jamie Gordon              | 2008              |
| Anguilla                                                                            | Territoire britannique d'outre-mer                                                                            | Reine                                  | Élisabeth II              | 6 février 1952    |
| Anguilla                                                                            | Territoire britannique d'outre-mer                                                                            | Gouverneur                             | William Alistair Harrison | 21 avril 2009     |
| Anguilla                                                                            | Territoire britannique d'outre-mer                                                                            | Vice-gouverneur                        | Stanley Reid              | ?                 |
| Anguilla                                                                            | Territoire britannique d'outre-mer                                                                            | Ministre en chef                       | Hubert Hughes             | 16 février 2010   |
| Antarctique (Territoire britannique de l') (British Antarctic Territory - BAT)      | Territoire britannique d'outre-mer Régi par le Traité de l'Antarctique ; contesté par l'Argentine et le Chili | Reine                                  | Élisabeth II              | 6 février 1952    |
| Antarctique (Territoire britannique de l') (British Antarctic Territory - BAT)      | Territoire britannique d'outre-mer Régi par le Traité de l'Antarctique ; contesté par l'Argentine et le Chili | Commissaire                            | Colin Roberts             | 2008              |
| Bermudes                                                                            | Territoire britannique d'outre-mer                                                                            | Reine                                  | Élisabeth II              | 6 février 1952    |
| Bermudes                                                                            | Territoire britannique d'outre-mer                                                                            | Gouverneur                             | Richard Gozney            | 12 décembre 2007  |
| Bermudes                                                                            | Territoire britannique d'outre-mer                                                                            | Premier ministre                       | Paula Cox                 | 28 octobre 2010   |
| Caïmans (îles)                                                                      | Territoire britannique d'outre-mer                                                                            | Reine                                  | Élisabeth II              | 6 février 1952    |
| Caïmans (îles)                                                                      | Territoire britannique d'outre-mer                                                                            | Gouverneur                             | Duncan Taylor             | 15 janvier 2010   |
| Caïmans (îles)                                                                      | Territoire britannique d'outre-mer                                                                            | Premier ministre                       | McKeeva Bush              | 6 novembre 2009   |
| Caïmans (îles)                                                                      | Territoire britannique d'outre-mer                                                                            | Vice-premier ministre                  | Juliana O'Connor-Connolly | 6 novembre 2009   |
| Falkland (îles) (alias îles Malouines)                                              | Territoire britannique d'outre-mer                                                                            | Reine                                  | Élisabeth II              | 6 février 1952    |
| Falkland (îles) (alias îles Malouines)                                              | Territoire britannique d'outre-mer                                                                            | Gouverneur                             | Nigel Haywood             | 16 octobre 2010   |
| Falkland (îles) (alias îles Malouines)                                              | Territoire britannique d'outre-mer                                                                            | Premier ministre                       | Tim Thorogood             | 3 janvier 2008    |
| Géorgie du Sud-et-les Îles Sandwich du Sud                                          | Territoire britannique d'outre-mer (revendiqué par l'Argentine)                                               | Reine                                  | Élisabeth II              | 6 février 1952    |
| Géorgie du Sud-et-les Îles Sandwich du Sud                                          | Territoire britannique d'outre-mer (revendiqué par l'Argentine)                                               | Commissaire                            | Nigel Haywood             | 16 octobre 2010   |
| Gibraltar                                                                           | Territoire britannique d'outre-mer                                                                            | Reine                                  | Élisabeth II              | 6 février 1952    |
| Gibraltar                                                                           | Territoire britannique d'outre-mer                                                                            | Gouverneur                             | Adrian Johns              | 26 octobre 2009   |
| Gibraltar                                                                           | Territoire britannique d'outre-mer                                                                            | Premier ministre                       | Peter Caruana             | 17 mai 1996       |
| Guernesey                                                                           | Dépendance de la Couronne britannique                                                                         | La Reine, Duc de Normandie             | Élisabeth II              | 6 février 1952    |
| Guernesey                                                                           | Dépendance de la Couronne britannique                                                                         | Lieutenant-gouverneur                  | Fabian Malbon             | 18 octobre 2005   |
| Guernesey                                                                           | Dépendance de la Couronne britannique                                                                         | Bailli                                 | Geoffrey Rowland          | 15 juin 2005      |
| Guernesey                                                                           | Dépendance de la Couronne britannique                                                                         | Premier ministre                       | Lyndon Trott              | 1er mai 2008      |
| Jersey                                                                              | Dépendance de la Couronne britannique                                                                         | La Reine, Duc de Normandie             | Élisabeth II              | 6 février 1952    |
| Jersey                                                                              | Dépendance de la Couronne britannique                                                                         | Lieutenant-gouverneur                  | Andrew Ridgway            | 14 juin 2006      |
| Jersey                                                                              | Dépendance de la Couronne britannique                                                                         | Bailli                                 | Michael Birt              | juin 2009         |
| Jersey                                                                              | Dépendance de la Couronne britannique                                                                         | Premier ministre                       | Terry Le Sueur            | 8 décembre 2008   |
| Man (île de)                                                                        | Dépendance de la Couronne britannique                                                                         | La Reine, Seigneur de Man              | Élisabeth II              | 6 février 1952    |
| Man (île de)                                                                        | Dépendance de la Couronne britannique                                                                         | Lieutenant-gouverneur                  | Adam Wood                 | 7 avril 2011      |
| Man (île de)                                                                        | Dépendance de la Couronne britannique                                                                         | Premier deemster                       | David Doyle               | 16 novembre 2010  |
| Montserrat                                                                          | Territoire britannique d'outre-mer                                                                            | Reine                                  | Élisabeth II              | 6 février 1952    |
| Montserrat                                                                          | Territoire britannique d'outre-mer                                                                            | Gouverneur                             | Peter Andrew Waterworth   | 27 juillet 2007   |
| Montserrat                                                                          | Territoire britannique d'outre-mer                                                                            | Premier ministre                       | Reuben Meade              | 10 septembre 2009 |
| Océan Indien (Territoire britannique de l') (British Indian Ocean Territory - BIOT) | Territoire britannique d'outre-mer                                                                            | Reine                                  | Élisabeth II              | 6 février 1952    |
| Océan Indien (Territoire britannique de l') (British Indian Ocean Territory - BIOT) | Territoire britannique d'outre-mer                                                                            | Commissaire                            | Colin Roberts             | 2008              |
| Océan Indien (Territoire britannique de l') (British Indian Ocean Territory - BIOT) | Territoire britannique d'outre-mer                                                                            | Administrateur                         | Joanne Yeadon             | 2007              |
| Pitcairn (îles)                                                                     | Territoire britannique d'outre-mer                                                                            | Reine                                  | Élisabeth II              | 6 février 1952    |
| Pitcairn (îles)                                                                     | Territoire britannique d'outre-mer                                                                            | Gouverneur                             | Victoria Treadell         | 2010              |
| Pitcairn (îles)                                                                     | Territoire britannique d'outre-mer                                                                            | Maire                                  | Mike Warren               | 9 décembre 2007   |
| Sainte-Hélène, Ascension et Tristan da Cunha                                        | Territoire britannique d'outre-mer                                                                            | Reine                                  | Élisabeth II              | 6 février 1952    |
| Sainte-Hélène, Ascension et Tristan da Cunha                                        | Territoire britannique d'outre-mer                                                                            | Gouverneur                             | Andrew Gurr               | 11 novembre 2007  |
| Sainte-Hélène, Ascension et Tristan da Cunha                                        | Territoire britannique d'outre-mer                                                                            | Administrateur de l'Île de l'Ascension | Ross Denny                | septembre 2008    |
| Sainte-Hélène, Ascension et Tristan da Cunha                                        | Territoire britannique d'outre-mer                                                                            | Administrateur de Tristan da Cunha     | Sean Burns                | septembre 2010    |
| Turques-et-Caïques (îles)                                                           | Territoire britannique d'outre-mer                                                                            | Reine                                  | Élisabeth II              | 6 février 1952    |
| Turques-et-Caïques (îles)                                                           | Territoire britannique d'outre-mer                                                                            | Gouverneur                             | Gordon Wetherell          | 5 août 2008       |
| Turques-et-Caïques (îles)                                                           | Territoire britannique d'outre-mer                                                                            | Premier ministre                       | Fonction suspendue        | 14 août 2009      |
| Vierges (îles britanniques)                                                         | Territoire britannique d'outre-mer                                                                            | Reine                                  | Élisabeth II              | 6 février 1952    |
| Vierges (îles britanniques)                                                         | Territoire britannique d'outre-mer                                                                            | Gouverneur                             | William Boyd McCleary     | 2010              |
| Vierges (îles britanniques)                                                         | Territoire britannique d'outre-mer                                                                            | Vice-gouverneur                        | Vivian Inez Archibald     | 2010 ?            |
| Vierges (îles britanniques)                                                         | Territoire britannique d'outre-mer                                                                            | Premier ministre                       | Ralph T. O'Neal           | 23 août 2007      |

## Territoires spéciaux des États-Unis
| Territoires                                                                                              | Souveraineté & statut                                                                           | Fonction               | Nom                 | Depuis le        |
| --- | ----------------------------------------------------------------------------------------------- | ---------------------- | ------------------- | ---------------- |
| Île Baker (Pacific Remote Islands Marine National Monument, Île mineure éloignée des États-Unis)         | États-Unis (Territoire non incorporé, non organisé, inhabité)                                   | Président              | Barack Obama        | 20 janvier 2009  |
| Île Baker (Pacific Remote Islands Marine National Monument, Île mineure éloignée des États-Unis)         | États-Unis (Territoire non incorporé, non organisé, inhabité)                                   | Directeur de la USFWS  | Daniel M. Ashe      | 1er juillet 2011 |
| Guam | États-Unis (Territoire non incorporé, organisé)                                                 | Président              | Barack Obama        | 20 janvier 2009  |
| Guam | États-Unis (Territoire non incorporé, organisé)                                                 | Gouverneur             | Felix Perez Camacho | 6 janvier 2003   |
| Île Howland (Pacific Remote Islands Marine National Monument, Île mineure éloignée des États-Unis)       | États-Unis (Territoire non incorporé, non organisé, inhabité)                                   | Président              | Barack Obama        | 20 janvier 2009  |
| Île Howland (Pacific Remote Islands Marine National Monument, Île mineure éloignée des États-Unis)       | États-Unis (Territoire non incorporé, non organisé, inhabité)                                   | Directeur de la USFWS  | Daniel M. Ashe      | 1er juillet 2011 |
| Île Jarvis (Pacific Remote Islands Marine National Monument, Île mineure éloignée des États-Unis)        | États-Unis (Territoire non incorporé, non organisé, inhabité)                                   | Président              | Barack Obama        | 20 janvier 2009  |
| Île Jarvis (Pacific Remote Islands Marine National Monument, Île mineure éloignée des États-Unis)        | États-Unis (Territoire non incorporé, non organisé, inhabité)                                   | Directeur de la USFWS  | Daniel M. Ashe      | 1er juillet 2011 |
| Atoll Johnston (Pacific Remote Islands Marine National Monument, Île mineure éloignée des États-Unis)    | États-Unis (Territoire non incorporé, non organisé, inhabité)                                   | Président              | Barack Obama        | 20 janvier 2009  |
| Atoll Johnston (Pacific Remote Islands Marine National Monument, Île mineure éloignée des États-Unis)    | États-Unis (Territoire non incorporé, non organisé, inhabité)                                   | Directeur de la USFWS, | Daniel M. Ashe      | 1er juillet 2011 |
| Récif Kingman (Pacific Remote Islands Marine National Monument, Île mineure éloignée des États-Unis)     | États-Unis (Territoire non incorporé, non organisé, inhabité)                                   | Président              | Barack Obama        | 20 janvier 2009  |
| Récif Kingman (Pacific Remote Islands Marine National Monument, Île mineure éloignée des États-Unis)     | États-Unis (Territoire non incorporé, non organisé, inhabité)                                   | Directeur de la USFWS  | Daniel M. Ashe      | 1er juillet 2011 |
| Mariannes du Nord (îles)                                                                                 | États-Unis (État libre associé, non incorporé, organisé)                                        | Président              | Barack Obama        | 20 janvier 2009  |
| Mariannes du Nord (îles)                                                                                 | États-Unis (État libre associé, non incorporé, organisé)                                        | Gouverneur             | Benigno Fitial      | 9 janvier 2006   |
| Mariannes du Nord (îles)                                                                                 | États-Unis (État libre associé, non incorporé, organisé)                                        | Lieutenant gouverneur  | Eloy Songao Inos    | 1er mai 2009     |
| Midway (îles) (Pacific Remote Islands Marine National Monument, Île mineure éloignée des États-Unis)     | États-Unis (Territoire non incorporé, non organisé, inhabité)                                   | Président              | Barack Obama        | 20 janvier 2009  |
| Midway (îles) (Pacific Remote Islands Marine National Monument, Île mineure éloignée des États-Unis)     | États-Unis (Territoire non incorporé, non organisé, inhabité)                                   | Directeur de la USFWS, | Daniel M. Ashe      | 1er juillet 2011 |
| Île de la Navasse (Pacific Remote Islands Marine National Monument, Île mineure éloignée des États-Unis) | États-Unis (Territoire non incorporé, non organisé, inhabité, revendiqué par Haïti)             | Président              | Barack Obama        | 20 janvier 2009  |
| Île de la Navasse (Pacific Remote Islands Marine National Monument, Île mineure éloignée des États-Unis) | États-Unis (Territoire non incorporé, non organisé, inhabité, revendiqué par Haïti)             | Directeur de la USFWS  | Daniel M. Ashe      | 1er juillet 2011 |
| Atoll Palmyra (Pacific Remote Islands Marine National Monument, Île mineure éloignée des États-Unis)     | États-Unis (Territoire incorporé, non organisé)                                                 | Président              | Barack Obama        | 20 janvier 2009  |
| Atoll Palmyra (Pacific Remote Islands Marine National Monument, Île mineure éloignée des États-Unis)     | États-Unis (Territoire incorporé, non organisé)                                                 | Directeur de la USFWS, | Daniel M. Ashe      | 1er juillet 2011 |
| Porto Rico                                                                                               | États-Unis (État libre associé, non incorporé, organisé)                                        | Président              | Barack Obama        | 20 janvier 2009  |
| Porto Rico                                                                                               | États-Unis (État libre associé, non incorporé, organisé)                                        | Gouverneur             | Luis Fortuño        | 2 janvier 2009   |
| Samoa américaines (îles)                                                                                 | États-Unis (Territoire non incorporé, non organisé)                                             | Président              | Barack Obama        | 20 janvier 2009  |
| Samoa américaines (îles)                                                                                 | États-Unis (Territoire non incorporé, non organisé)                                             | Gouverneur             | Togiola Tulafono    | 26 mars 2003     |
| Vierges américaines (îles)                                                                               | États-Unis (Territoire non incorporé, organisé)                                                 | Président              | Barack Obama        | 20 janvier 2009  |
| Vierges américaines (îles)                                                                               | États-Unis (Territoire non incorporé, organisé)                                                 | Gouverneur             | John de Jongh       | 1er janvier 2007 |
| Wake (Pacific Remote Islands Marine National Monument, Île mineure éloignée des États-Unis)              | États-Unis (Territoire non incorporé, non organisé, inhabité, revendiqué par les Îles Marshall) | Président              | Barack Obama        | 20 janvier 2009  |
| Wake (Pacific Remote Islands Marine National Monument, Île mineure éloignée des États-Unis)              | États-Unis (Territoire non incorporé, non organisé, inhabité, revendiqué par les Îles Marshall) | Directeur de la USFWS  | Daniel M. Ashe      | 6 décembre 2010  |

## Territoires extérieurs, intérieurs et associés de l'Australie
Les territoires sont classés par ordre alphabétique de la partie principale de leur nom.
| Territoires                                                                 | Souveraineté et statut                      | Fonction                                                                                            | Nom            | Depuis le         |
| --------------------------------------------------------------------------- | ------------------------------------------- | --------------------------------------------------------------------------------------------------- | -------------- | ----------------- |
| Ashmore-et-Cartier (îles) (Ashmore and Cartier Islands)                     | Australie (Territoire extérieur)            | Reine d'Australie                                                                                   | Élisabeth II   | 6 février 1952    |
| Ashmore-et-Cartier (îles) (Ashmore and Cartier Islands)                     | Australie (Territoire extérieur)            | Gouverneure générale                                                                                | Quentin Bryce  | 5 septembre 2008  |
| Ashmore-et-Cartier (îles) (Ashmore and Cartier Islands)                     | Australie (Territoire extérieur)            | Ministre australien de l'Australie régionale, de développement régional et des Gouvernements locaux | Simon Crean    | 14 septembre 2010 |
| Ashmore-et-Cartier (îles) (Ashmore and Cartier Islands)                     | Australie (Territoire extérieur)            | Australian Minister for the Northern Territory                                                      | Gary Grey      | 14 septembre 2010 |
| Christmas (île) (Christmas Island)                                          | Australie (Territoire extérieur)            | Reine d'Australie                                                                                   | Élisabeth II   | 6 février 1952    |
| Christmas (île) (Christmas Island)                                          | Australie (Territoire extérieur)            | Gouverneure générale                                                                                | Quentin Bryce  | 5 septembre 2008  |
| Christmas (île) (Christmas Island)                                          | Australie (Territoire extérieur)            | Administrateur                                                                                      | Brian Lacy     | 5 octobre 2009    |
| Christmas (île) (Christmas Island)                                          | Australie (Territoire extérieur)            | Président du comté                                                                                  | Gordon Thomson | 1999              |
| Cocos (îles) (Cocos (Keeling) Islands)                                      | Australie (Territoire extérieur)            | Reine d'Australie                                                                                   | Élisabeth II   | 6 février 1952    |
| Cocos (îles) (Cocos (Keeling) Islands)                                      | Australie (Territoire extérieur)            | Gouverneure générale                                                                                | Quentin Bryce  | 5 septembre 2008  |
| Cocos (îles) (Cocos (Keeling) Islands)                                      | Australie (Territoire extérieur)            | Administrateur                                                                                      | Brian Lacy     | 5 octobre 2009    |
| Cocos (îles) (Cocos (Keeling) Islands)                                      | Australie (Territoire extérieur)            | Président du comté                                                                                  | Balmut Pirus   | octobre 2009      |
| Corail (îles de la mer de) (Coral Sea Islands)                              | Australie (Territoire extérieur)            | Reine d'Australie                                                                                   | Élisabeth II   | 6 février 1952    |
| Corail (îles de la mer de) (Coral Sea Islands)                              | Australie (Territoire extérieur)            | Gouverneure générale                                                                                | Quentin Bryce  | 5 septembre 2008  |
| Corail (îles de la mer de) (Coral Sea Islands)                              | Australie (Territoire extérieur)            | Ministre australien de l'Australie régionale, de développement régional et des Gouvernements locaux | Simon Crean    | 14 septembre 2010 |
| Corail (îles de la mer de) (Coral Sea Islands)                              | Australie (Territoire extérieur)            | Ministre en chef du Territoire de la capitale australienne                                          | Jon Stanhope   | 5 novembre 2001   |
| Heard-et-MacDonald (îles) (Heard and MacDonald Islands)                     | Australie (Territoire extérieur)            | Reine d'Australie                                                                                   | Élisabeth II   | 6 février 1952    |
| Heard-et-MacDonald (îles) (Heard and MacDonald Islands)                     | Australie (Territoire extérieur)            | Gouverneure générale                                                                                | Quentin Bryce  | 5 septembre 2008  |
| Heard-et-MacDonald (îles) (Heard and MacDonald Islands)                     | Australie (Territoire extérieur)            | Directeur du Département australien de l'Antarctique                                                | Lyn Maddock    | ?                 |
| Norfolk (île) (Norfolk Island)                                              | Australie (Territoire associé autogouverné) | Reine d'Australie                                                                                   | Élisabeth II   | 6 février 1952    |
| Norfolk (île) (Norfolk Island)                                              | Australie (Territoire associé autogouverné) | Gouverneure générale                                                                                | Quentin Bryce  | 5 septembre 2008  |
| Norfolk (île) (Norfolk Island)                                              | Australie (Territoire associé autogouverné) | Administrateur                                                                                      | Owen Walsh     | 2 octobre 2008    |
| Norfolk (île) (Norfolk Island)                                              | Australie (Territoire associé autogouverné) | Chief minister                                                                                      | David Buffet   | 24 mars 2010      |
| Territoire antarctique australien (Australian Antarctic Territory)          | Australie (Territoire extérieur)            | Reine d'Australie                                                                                   | Élisabeth II   | 6 février 1952    |
| Territoire antarctique australien (Australian Antarctic Territory)          | Australie (Territoire extérieur)            | Gouverneure générale                                                                                | Quentin Bryce  | 5 septembre 2008  |
| Territoire antarctique australien (Australian Antarctic Territory)          | Australie (Territoire extérieur)            | Directeur du Département australien de l'Antarctique                                                | Lyn Maddock    | ?                 |
| Territoire de la capitale australienne (Australian Capital Territory – ACT) | Australie (Territoire intérieur)            | Reine d'Australie                                                                                   | Élisabeth II   | 6 février 1952    |
| Territoire de la capitale australienne (Australian Capital Territory – ACT) | Australie (Territoire intérieur)            | Gouverneure générale                                                                                | Quentin Bryce  | 5 septembre 2008  |
| Territoire de la capitale australienne (Australian Capital Territory – ACT) | Australie (Territoire intérieur)            | Ministre en chef                                                                                    | Jon Stanhope   | 5 novembre 2001   |
| Territoire de la baie de Jervis (Jervis Bay Territory – JBT)                | Australie (Territoire intérieur)            | Reine d'Australie                                                                                   | Élisabeth II   | 6 février 1952    |
| Territoire de la baie de Jervis (Jervis Bay Territory – JBT)                | Australie (Territoire intérieur)            | Gouverneure générale                                                                                | Quentin Bryce  | 5 septembre 2008  |
| Territoire de la baie de Jervis (Jervis Bay Territory – JBT)                | Australie (Territoire intérieur)            | Ministre en chef                                                                                    | Jon Stanhope   | 5 novembre 2001   |
| Territoire du Nord (Northern Territory – NT)                                | Australie (Territoire intérieur)            | Reine d'Australie                                                                                   | Élisabeth II   | 6 février 1952    |
| Territoire du Nord (Northern Territory – NT)                                | Australie (Territoire intérieur)            | Gouverneure générale                                                                                | Quentin Bryce  | 5 septembre 2008  |
| Territoire du Nord (Northern Territory – NT)                                | Australie (Territoire intérieur)            | Administrateur                                                                                      | Tom Pauling    | 9 novembre 2007   |
| Territoire du Nord (Northern Territory – NT)                                | Australie (Territoire intérieur)            | Ministre en chef                                                                                    | Paul Henderson | 26 novembre 2007  |

## Territoires spéciaux des Pays-Bas
| Territoires                  | Souveraineté & statut                                                                                    | Fonction             | Nom                   | Depuis le       |
| ---------------------------- | --- | -------------------- | --------------------- | --------------- |
| Aruba                        | Pays-Bas (Pays constitutif du Royaume des Pays-Bas)                                                      | Reine                | Béatrix des Pays-Bas  | 30 avril 1980   |
| Aruba                        | Pays-Bas (Pays constitutif du Royaume des Pays-Bas)                                                      | Gouverneur           | Fredis Refunjol       | 1er mai 2004    |
| Aruba                        | Pays-Bas (Pays constitutif du Royaume des Pays-Bas)                                                      | Ministre-président   | Mike Eman             | 30 octobre 2009 |
| Bonaire                      | Pays-Bas (commune néerlandaise à statut particulier, rattachée à la province de Hollande-Septentrionale) | Reine                | Béatrix des Pays-Bas  | 30 avril 1980   |
| Bonaire                      | Pays-Bas (commune néerlandaise à statut particulier, rattachée à la province de Hollande-Septentrionale) | Administrateur       | Glenn Thodé           | 24 octobre 2008 |
| Bonaire                      | Pays-Bas (commune néerlandaise à statut particulier, rattachée à la province de Hollande-Septentrionale) | Chef du gouvernement | Jopi Abraham          | 2009            |
| Curaçao                      | Pays-Bas (Pays constitutif du Royaume des Pays-Bas)                                                      | Reine                | Béatrix des Pays-Bas  | 30 avril 1980   |
| Curaçao                      | Pays-Bas (Pays constitutif du Royaume des Pays-Bas)                                                      | Gouverneur           | Frits Goedgedrag      | 10 octobre 2010 |
| Curaçao                      | Pays-Bas (Pays constitutif du Royaume des Pays-Bas)                                                      | Ministre-président   | Gerrit Schotte        | 10 octobre 2010 |
| Saba                         | Pays-Bas (commune néerlandaise à statut particulier, rattachée à la province de Hollande-Septentrionale) | Reine                | Béatrix des Pays-Bas  | 30 avril 1980   |
| Saba                         | Pays-Bas (commune néerlandaise à statut particulier, rattachée à la province de Hollande-Septentrionale) | Administrateur       | Jonathan G.A. Johnson | 2 juillet 2008  |
| Saba                         | Pays-Bas (commune néerlandaise à statut particulier, rattachée à la province de Hollande-Septentrionale) | Chef du gouvernement | Chris Johnson         | 2 juillet 2007  |
| Saint-Eustache               | Pays-Bas (commune néerlandaise à statut particulier, rattachée à la province de Hollande-Septentrionale) | Reine                | Béatrix des Pays-Bas  | 30 avril 1980   |
| Saint-Eustache               | Pays-Bas (commune néerlandaise à statut particulier, rattachée à la province de Hollande-Septentrionale) | Administrateur       | Gerald Berkel         | 1er avril 2010  |
| Saint-Eustache               | Pays-Bas (commune néerlandaise à statut particulier, rattachée à la province de Hollande-Septentrionale) | Chef du gouvernement | Julian C.A. Woodley   | 2003 ?          |
| Sint-Maarten ou Saint-Martin | Pays-Bas (Pays constitutif du Royaume des Pays-Bas)                                                      | Reine                | Béatrix des Pays-Bas  | 30 avril 1980   |
| Sint-Maarten ou Saint-Martin | Pays-Bas (Pays constitutif du Royaume des Pays-Bas)                                                      | Gouverneur           | Eugene Holiday        | 10 octobre 2010 |
| Sint-Maarten ou Saint-Martin | Pays-Bas (Pays constitutif du Royaume des Pays-Bas)                                                      | Ministre-président   | Sarah Wescot-Williams | 10 octobre 2010 |

## Dépendances et territoires spéciaux de Norvège
| Territoires et statut    | Partie de                                                | Fonction               | Nom                               | Depuis le         |
| ------------------------ | -------------------------------------------------------- | ---------------------- | --------------------------------- | ----------------- |
| Bouvet (Île)             | Norvège (Dépendance inhabitée)                           | Roi de Norvège         | Harald V                          | 17 janvier 1991   |
| Bouvet (Île)             | Norvège (Dépendance inhabitée)                           | Administrateur         | Département des affaires polaires | ?                 |
| Jan Mayen (Île)          | Norvège (Territoire administré par le comté de Nordland) | Roi de Norvège         | Harald V                          | 17 janvier 1991   |
| Jan Mayen (Île)          | Norvège (Territoire administré par le comté de Nordland) | Gouverneur du Nordland | Hill-Marta Solberg                | 2007              |
| Pierre Ier (Île)         | Norvège (Dépendance inhabitée)                           | Roi de Norvège         | Harald V                          | 17 janvier 1991   |
| Pierre Ier (Île)         | Norvège (Dépendance inhabitée)                           | Administrateur         | Département des affaires polaires | ?                 |
| Reine-Maud (Terre de la) | Norvège (Dépendance inhabitée)                           | Roi de Norvège         | Harald V                          | 17 janvier 1991   |
| Reine-Maud (Terre de la) | Norvège (Dépendance inhabitée)                           | Administrateur         | Département des affaires polaires | ?                 |
| Svalbard                 | Norvège (Territoire à souveraineté spéciale)             | Roi de Norvège         | Harald V                          | 17 janvier 1991   |
| Svalbard                 | Norvège (Territoire à souveraineté spéciale)             | Gouverneur             | Odd Olsen Ingerø                  | 16 septembre 2009 |

## Dépendances et territoires spéciaux de Nouvelle-Zélande
| Territoires et statut                                         | Partie de        | Fonction                 | Nom                 | Depuis le        |
| ------------------------------------------------------------- | ---------------- | ------------------------ | ------------------- | ---------------- |
| Cook (Îles) (État insulaire indépendant en libre association) | Nouvelle-Zélande | Reine                    | Élisabeth II        | 6 février 1952   |
| Cook (Îles) (État insulaire indépendant en libre association) | Nouvelle-Zélande | Représentant de la Reine | Frederick Goodwin   | février 2001     |
| Cook (Îles) (État insulaire indépendant en libre association) | Nouvelle-Zélande | Premier ministre         | Jim Marurai         | 13 décembre 2004 |
| Niue (Île) (État insulaire indépendant en libre association)  | Nouvelle-Zélande | Reine                    | Élisabeth II        | 6 février 1952   |
| Niue (Île) (État insulaire indépendant en libre association)  | Nouvelle-Zélande | Haut commissaire         | Mark Blumsky        | ?                |
| Niue (Île) (État insulaire indépendant en libre association)  | Nouvelle-Zélande | Premier ministre         | Toke Tufukia Talagi | 19 juin 2008     |
| Ross (Dépendance de) (Dépendance)                             | Nouvelle-Zélande | Reine                    | Élisabeth II        | 6 février 1952   |
| Ross (Dépendance de) (Dépendance)                             | Nouvelle-Zélande | Gouverneur général       | Anand Satyanand     | 23 août 2006     |
| Tokelau (Atolls) (État insulaire autonome)                    | Nouvelle-Zélande | Reine                    | Élisabeth II        | 6 février 1952   |
| Tokelau (Atolls) (État insulaire autonome)                    | Nouvelle-Zélande | Administrateur           | John Allen          | 2009             |
| Tokelau (Atolls) (État insulaire autonome)                    | Nouvelle-Zélande | Chef du gouvernement     | Kuresa Nasau        | février 2010     |

## Autres territoires autonomes
| Territoires et statut                               | Partie de                  | Fonction                           | Nom                                  | Depuis le          |
| --------------------------------------------------- | -------------------------- | ---------------------------------- | ------------------------------------ | ------------------ |
| Açores (Région autonome portugaise)                 | Portugal                   | Président                          | Carlos César                         | 9 novembre 1996    |
| Açores (Région autonome portugaise)                 | Portugal                   | Vice-président                     | Sérgio Humberto Rocha de Ávila       | 9 novembre 1996    |
| Adjarie (République autonome)                       | Géorgie                    | Chef du gouvernement               | Levan Varshalomidze                  | 20 juillet 2004    |
| Åland (État associé finlandais)                     | Finlande                   | Gouverneur                         | Peter Lindbäck                       | 5 mars 1999        |
| Åland (État associé finlandais)                     | Finlande                   | Premier ministre                   | Viveka Eriksson                      | 21 octobre 2007    |
| Bougainville (îles de) (Région autonome)            | Papouasie-Nouvelle-Guinée  | Reine de PNG                       | Élisabeth II                         | 16 septembre 1975  |
| Bougainville (îles de) (Région autonome)            | Papouasie-Nouvelle-Guinée  | Gouverneur général                 | Michael Ogio                         | 20 décembre 2010   |
| Bougainville (îles de) (Région autonome)            | Papouasie-Nouvelle-Guinée  | Président                          | John Momis                           | 10 janvier 2010    |
| Bougainville (îles de) (Région autonome)            | Papouasie-Nouvelle-Guinée  | Vice-président                     | Patrick Nisira                       | 10 juin 2010       |
| Crimée (République autonome)                        | Ukraine                    | Président                          | Viktor Yanukovych                    | 25 février 2010    |
| Crimée (République autonome)                        | Ukraine                    | Vice-président                     | Vasyl Dzharty                        | 17 mars 2010       |
| Féroé (îles) (Région autonome)                      | Royaume de Danemark        | Reine                              | Marguerite II de Danemark            | 14 janvier 1972    |
| Féroé (îles) (Région autonome)                      | Royaume de Danemark        | Haut commissaire                   | Dan M. Knudsen                       | 1er janvier 2008   |
| Féroé (îles) (Région autonome)                      | Royaume de Danemark        | Løgmaður                           | Kaj Leo Johannesen                   | 26 septembre 2008  |
| Gagaouzie                                           | Moldavie                   | Gouverneur                         | Mihail Formuzal                      | 29 décembre 2006   |
| Groenland (Région autonome)                         | Royaume de Danemark        | Reine                              | Marguerite II de Danemark            | 14 janvier 1972    |
| Groenland (Région autonome)                         | Royaume de Danemark        | Haut commissaire                   | Søren Hald Møller                    | 1er avril 2005     |
| Groenland (Région autonome)                         | Royaume de Danemark        | Premier ministre                   | Kuupik Kleist                        | 12 juin 2009       |
| Haut-Badakhchan (province autonome)                 | Tadjikistan                | Président                          | Kadyr Kasymov                        | 25 novembre 2006   |
| Hong Kong (Région administrative spéciale)          | Chine                      | Chef de l'exécutif                 | Donald Tsang                         | 16 juin 2005       |
| Karakalpakstan (province autonome)                  | Ouzbékistan                | Président                          | Musa Yerniyazov                      | 2002               |
| Karakalpakstan (province autonome)                  | Ouzbékistan                | Premier ministre                   | Bakhodir Yangiboyev                  | 2006               |
| Kurdistan (Région autonome)                         | Irak                       | Président du gouvernement autonome | Massoud Barzani                      | 14 juin 2005       |
| Kurdistan (Région autonome)                         | Irak                       | Premier ministre                   | Barham Salih                         | 1er septembre 2009 |
| Kurdistan (Région autonome)                         | Irak                       | Vice-président                     | Kosrat Rasul Ali                     | 14 juin 2005       |
| Macao (Région administrative spéciale)              | Chine                      | Chef de l'exécutif                 | Fernando Chui Sai On                 | 20 décembre 2009   |
| Madère (Région autonome portugaise)                 | Portugal                   | Président                          | Alberto João Jardim                  | 17 mars 1978       |
| Madère (Région autonome portugaise)                 | Portugal                   | Vice-président                     | João Cunha e Silva                   | ?                  |
| Mindanao musulman (Région autonome des Philippines) | Philippines                | Gouverneurs (successifs)           | Mujiv Hataman (officier responsable) | 22 décembre 2011   |
| Mindanao musulman (Région autonome des Philippines) | Philippines                | Gouverneurs (successifs)           | Ansaruddin-Abdulmalik A. Adionga     | 2009               |
| Mindanao musulman (Région autonome des Philippines) | Philippines                | Vice-gouverneurs (successifs)      | Hadja Bainon Karon                   | 22 décembre 2011   |
| Mindanao musulman (Région autonome des Philippines) | Philippines                | Vice-gouverneurs (successifs)      | Reggie Sahali-Generalea              | 2009               |
| Mont Athos (Région autonome monastique)             | Grèce                      | Gouverneur civil,                  | Aristos Kasmiroglou                  | 31 mai 2010        |
| Mont Athos (Région autonome monastique)             | Grèce                      | Protos                             | Geron Paul (Grande Laure)            | 14 juin 2010       |
| Nakhitchevan (Région autonome)                      | Azerbaïdjan                | Président du Parlement             | Vasif Talıbov                        | 1993               |
| Niévès (Île autonome)                               | Saint-Christophe-et-Niévès | Reine                              | Élisabeth II                         | 6 février 1952     |
| Niévès (Île autonome)                               | Saint-Christophe-et-Niévès | Vice-gouverneur général            | Eustace John                         | 1992               |
| Niévès (Île autonome)                               | Saint-Christophe-et-Niévès | Premier ministre                   | Joseph Parry                         | 11 juillet 2006    |
| Principe (Région auto-gouvernée)                    | Sao Tomé-et-Principe       | Président de la République         | Fradique de Menezes                  | 23 juillet 2003    |
| Principe (Région auto-gouvernée)                    | Sao Tomé-et-Principe       | Premier ministre                   | Patrice Trovoada                     | 13 août 2010       |
| Principe (Région auto-gouvernée)                    | Sao Tomé-et-Principe       | Président de Principe              | José Cardoso Cassandra               | 5 octobre 2006     |
| Rodrigues (île autonome)                            | Maurice                    | Président                          | Anerood Jugnauth                     | 7 octobre 2003     |
| Rodrigues (île autonome)                            | Maurice                    | Chefs Commissaires (successifs)    | Gaëtan Jhabeemissur                  | 7 janvier 2011     |
| Rodrigues (île autonome)                            | Maurice                    | Chefs Commissaires (successifs)    | Johnson Roussety                     | 4 août 2006        |
| Rodrigues (île autonome)                            | Maurice                    | Chief executive                    | Pritam Singh Mattan                  | 5 mars 2010        |
| Tobago (Région autonome)                            | Trinité-et-Tobago          | Président de Trinité-et-Tobago     | George Maxwell Richards              | 11 février 2008    |
| Tobago (Région autonome)                            | Trinité-et-Tobago          | Chief Secretary                    | Orville London                       | 29 janvier 2001    |
| Transnistrie (République autonome)                  | Moldavie                   | Président                          | Igor Smirnov                         | 1er décembre 1991  |
| Transnistrie (République autonome)                  | Moldavie                   | Vice-président                     | Sergueï Leontiev                     | ?                  |
| Zanzibar                                            | Tanzanie                   | Président                          | Ali Mohamed Shein                    | 3 novembre 2010    |
| Zanzibar                                            | Tanzanie                   | Vice-présidents (2)                | Seif Sharif Hamad                    | 3 novembre 2010 ?  |
| Zanzibar                                            | Tanzanie                   | Vice-présidents (2)                | Seif Ali Iddi                        | 3 novembre 2010 ?  |

## Autres territoires indépendants de facto
| Territoires et statut                         | Partie de               | Fonction                                           | Nom                       | Depuis le         |
| --------------------------------------------- | ----------------------- | -------------------------------------------------- | ------------------------- | ----------------- |
| Azad Cachemire (gouvernement pro-pakistanais) | Inde Jammu-et-Cachemire | Président                                          | Raja Zulqarnain Khan      | 25 août 2006      |
| Chypre-Nord (gouvernement pro-turc)           | Chypre                  | Président                                          | Derviş Eroğlu             | 23 avril 2010     |
| Chypre-Nord (gouvernement pro-turc)           | Chypre                  | Premier ministre                                   | Irsen Küçük               | 17 mai 2010       |
| Bande de Gaza (gouvernement du Hamas)         | Palestine               | Président                                          | Abdel Aziz Doweik         | 2009              |
| Bande de Gaza (gouvernement du Hamas)         | Palestine               | Premier ministre                                   | Ismaël Haniyeh            | 14 juin 2007      |
| Gilgit-Baltistan (gouvernement pakistanais)   | Inde Jammu-et-Cachemire | Gouverneur                                         | Pir Karam Ali Shah        | 26 janvier 2011   |
| Gilgit-Baltistan (gouvernement pakistanais)   | Inde Jammu-et-Cachemire | Ministre en chef                                   | Syed Mehdi Shah           | 12 décembre 2009  |
| Haut-Karabagh (gouvernement pro-arménien)     | Azerbaïdjan             | Président                                          | Bako Sahakian             | 7 septembre 2007  |
| Haut-Karabagh (gouvernement pro-arménien)     | Azerbaïdjan             | Premier ministre                                   | Arayik Haroutiounian      | 14 septembre 2007 |
| Ossétie du Sud (gouvernement pro-russe)       | Géorgie                 | Président                                          | Edouard Kokoïty           | 18 décembre 2001  |
| Ossétie du Sud (gouvernement pro-russe)       | Géorgie                 | Premier ministre                                   | Vadim Brovtsev            | 4 août 2009       |
| Puntland (Région autonome)                    | Somalie                 | Président                                          | Abdirahman Mohamed Farole | 8 janvier 2009    |
| Somaliland (indépendance auto-proclamée)      | Somalie                 | Président                                          | Ahmed Mohamed Silanyo     | 27 juillet 2010   |
| Waziristan (Zones tribales, de non-droit)     | Pakistan                | Chef présumé du Mouvement des Talibans du Pakistan | Hakimullah Mehsud         | août 2009         |

## Gouvernements en exil et/ou alternatifs
| Pays ou territoire                                               | Partie de   | Fonction                                 | Nom               | Depuis (le)      |
| ---------------------------------------------------------------- | ----------- | ---------------------------------------- | ----------------- | ---------------- |
| Abkhazie (Gouvernement pro-géorgien)                             | Géorgie     | Président du Conseil suprême             | Temour Mjavia     | 16 mars 2004     |
| Abkhazie (Gouvernement pro-géorgien)                             | Géorgie     | Premier ministre                         | Giorgi Baramia    | 19 juin 2009     |
| République populaire biélorusse (gouvernement en exil à Toronto) | Biélorussie | Présidente de la Rada                    | Ivonka Survilla   | 1997             |
| Kosovo (Administration serbe)                                    | -           | Préfet du district du Kosovo             | Goran Arsic       | 13 décembre 2007 |
| Kosovo (Assemblée du Kosovo-et-Métochie)                         | -           | Président du Conseil                     | Dragan Velic      | 3 septembre 2006 |
| Kosovo (Assemblée du Kosovo-et-Métochie)                         | -           | Présidente du bureau exécutif du Conseil | Rada Trajkovic    | 3 septembre 2006 |
| Moluques-du-Sud                                                  | Indonésie   | Président                                | John Wattilete    | 17 avril 2010    |
| Ossétie du Sud (Entité provisoire d'Ossétie du Sud)              | Géorgie     | Chef de l’administration provisoire      | Dmitri Sanakoïev  | 10 mai 2007      |
| Tchétchénie (Émirat du Caucase)                                  | Russie      | Émir                                     | Dokou Oumarov     | 17 juin 2006     |
| Tchétchénie (Itchkérie)                                          | Russie      | Président                                | Akhmed Zakaïev    | 23 novembre 2007 |
| Tibet                                                            | Chine       | dalaï-lama                               | Tenzin Gyatso     | 25 août 1939     |
| Tibet                                                            | Chine       | Président du Cabinet                     | Samdhong Rinpoché | 5 septembre 2001 |

#### Listes chronologiques de chefs d'État et dirigeants nationaux
- Liste des chefs de l'exécutif par État en 2012
- Liste des dirigeants actuels des États

#### Listes thématiques de ministres
- Liste des ministres des affaires étrangères
- Liste des ministres de la défense
- Liste des ministres des finances
- Liste des ministres de l'Intérieur
- Liste des ministres de la Justice

#### Autres listes de personnalités
- Liste des présidents d'assemblée parlementaire
- Liste des dirigeants des États et communautés traditionnels
- Liste des principaux dirigeants locaux

#### Listes de territoires
- Listes thématiques de pays
- Liste des dépendances et territoires à souveraineté spéciale

#### Divers
- Mode de désignation du chef d'État et du Parlement par pays